# Речица
Ре́чица (бел. Рэ́чыца) — город в Гомельской области Беларуси. Административный центр Речицкого района. Один из старейших городов Беларуси. Численность населения — 64 733 человек (на 1 января 2025 года).
При Ягайло местечко Речица входило в Состав Виленского княжества. Речицкая территория относилась к Поднепровским волостям Виленского повета. С 1566 года по 1772 год Речица была центром Речицкого повета в составе Минского воеводства Великого княжества Литовского. В ходе первого раздела Речи Посполитой часть территории повета отошла к Российской империи, а центр повета был перенесён в Бобруйск. В 1793 году, после присоединения оставшейся территории к Российской империи в ходе второго раздела Речи Посполитой, повет был упразднён. Речица сначала стала казённым старостинским местечком в составе Черниговского наместничества (1793—1796), с 29 октября 1796 года уездным городом этого же наместничества, а с 12 декабря 1796 года в образованной из Черниговского наместничества Малороссийской губернии. С 29 августа 1797 года присоединён уездным городом к Минской губернии Российской империи. В 1918 год входил в состав Украинской державы и неофициально в состав Украинской Народной Республики. С 11 июля 1919 г. — вошла в состав Гомельской губернии РСФСР, с 6 декабря 1926 года — сначала уездным, а с 8 декабря 1926 года — окружным городом Белорусской ССР. С 9 июня 1927 года — районный центр сначала в Гомельском округе, а после упразднения округов районный центр в прямом подчинении центральных органов власти БССР. С 15 января 1938 года — районный центр Гомельской области. Во время оккупации немецкими войсками с 20 октября 1941 года входил в Василевичский гебит (нем. Kreisgebiet Wassiljewitschi) генерального округа Житомир (нем. Generalbezirk Shitomir) Рейхскомиссариата Украи́на (нем. Reichskommissariat Ukraine). 5 июня 1942 года становится центром Речицкого гебита (нем. Kreisgebiet Retschiza). С 18 ноября 1943 года, с освобождением города, опять становится районным центром Гомельской области.

## Геральдика
Герб и флаг учреждены Указом Президента Республики Беларусь от 20 октября 2005 года № 490 и зарегистрированы в Государственном геральдическом регистре Республики Беларусь 1 ноября 2005 года № Б-45 и Б-46.
Положения о гербе и флаге утверждены решением Речицкого районного Совета депутатов от 6 сентября 2002 года № 119.

## Демография
Численность населения — 64 733 человек (на 1 января 2025 года).
| Год           | Численность |
| ------------- | ----------- |
| начало XIX в. | 1,77 тыс.   |
| 1825          | 2440        |
| 1863          | 4596        |
| 1871          | 4341        |
| 1872          | 4698        |
| 1873          | 5074        |
| 1877          | 6429        |
| 1887          | 6980        |
| 1888          | 7103        |
| 1889          | 7245        |
| 1890          | 7511        |
| 1892          | 8373        |
| 1893          | 8605        |
| 1894          | 8602        |
| 1897          | 9280        |
| 1898          | 9818        |

| Год  | Численность |
| ---- | ----------- |
| 1900 | 10054       |
| 1901 | 10313       |
| 1903 | 10889       |
| 1904 | 11095       |
| 1905 | 11259       |
| 1906 | 11423       |
| 1907 | 11645       |
| 1908 | 11805       |
| 1909 | 12027       |
| 1910 | 12187       |
| 1911 | 12341       |
| 1912 | 12511       |
| 1913 | 12677       |
| 1923 | 14954       |
| 1925 | 15695       |
| 1926 | 16487       |
| 1930 | 20874       |
| 1934 | 21500       |
| 1939 | 29796       |
| 1959 | 30602       |
| 1970 | 48393       |
| 1979 | 60327       |
| 1989 | 69427       |

| Год                     | Численность |
| ----------------------- | ----------- |
| 2005                    | 65 500      |
| 2006                    | 65 400      |
| 2007                    | 65 300      |
| на 14 октября 2009 года | 64 731      |
| на 1 января 2012 года   | 65 091      |
| на 1 января 2013 года   | 65 289      |
| на 1 января 2014 года   | 65 367      |
| на 1 января 2015 года   | 65 624      |
| на 1 января 2016 года   | 66 172      |
| на 1 января 2017 года   | 66 009      |
| на 1 января 2018 года   | 65 940      |
| на 1 января 2019 года   | 65 873      |
| на 1 января 2020 года   | 66 400      |
| на 1 января 2022 года   | 65 561      |
| на 1 января 2023 года   | 65 423      |
| на 1 января 2024 года   | 65 213      |
| на 1 января 2025 года   | ▼64 733     |

По состоянию на 14 октября 2009 года:
Численность населения г. Речицы по итогам переписи населения 64 731 человек, в том числе 29 495 мужчин (45,6 %) и 35 236 женщин (54,4 %).
Численность населения г. Речицы в трудоспособном возрасте составляла 39 298 человек (60,8 %), старше трудоспособного возраста — 14 399 человек (22,2 %), моложе трудоспособного возраста — 11 033 человека (17,0 %). Средний возраст — 39,16 года, из них мужчины — 36,51 года, женщины — 41,37 года.
В 2017 году в Речице родился 791 и умерло 868 человек. Коэффициент рождаемости — 12 на 1000 человек (средний показатель по району — 11,5, по Гомельской области — 11,3, по Республике Беларусь — 10,8), коэффициент смертности — 13,2 на 1000 человек (средний показатель по району — 15,7, по Гомельской области — 13, по Республике Беларусь — 12,6). Речица отличается высокими показателями и рождаемости, и смертности. По уровню рождаемости в 2017 году город разделил с Гродно 3-4-е места среди 23 городов страны с населением более 50 тысяч человек, по уровню смертности занял 1-е место, по уровню естественного прироста/убыли населения (-1,2) — 19-е.

## Физико-географическая характеристика

### Географическое положение
Речица занимает чрезвычайно выгодное транспортно-географическое положение, находясь на перекрёстке важнейших магистралей — Полесской железной дороги Гомель — Брест, автомагистрали Гомель— Брест, шоссе республиканского значения Бобруйск — Светлогорск — Лоев.

### Климат
Современный климат города Речицы характеризуется как переходный от морского к континентальному, то есть умеренно-континентальный. В его формировании большую роль играет не только географическое расположение в умеренных широтах, но и атмосферная циркуляция (значительное влияние морских воздушных масс, перемещающихся с Атлантического океана), активность которой в летние месяцы уменьшается, а влияние солнечной радиации увеличивается.
Зимой Речица чаще всего находится под влиянием северо-западных циклонов, что обуславливает вынос тёплых масс воздуха с Атлантики. Весной увеличивается повторяемость юго-западных и южных циклонов, с которыми связан мощный вынос тёплых масс со Средиземного моря, являясь первым признаком начала весны. Летом повышается повторяемость черноморских стационарных циклов, с которыми связаны интенсивные и продолжительные дожди. Осенью наиболее часто повторяются северо-западные и западные циклоны.
| Показатель | Янв. | Фев. | Март | Апр. | Май  | Июнь | Июль | Авг. | Сен. | Окт. | Нояб. | Дек. | Год  |
| --- | ---- | ---- | ---- | ---- | ---- | ---- | ---- | ---- | ---- | ---- | ----- | ---- | ---- |
| Абсолютный максимум, °C                                                                                                  | 8    | 11   | 21   | 29   | 32   | 35   | 36   | 38,9 | 32   | 26   | 23    | 11   | 38,9 |
| Средняя температура, °C                                                                                                  | −6,5 | −5,7 | −1,2 | 6,5  | 13,8 | 16,9 | 18,5 | 17,2 | 12,4 | 6,5  | 0,9   | −3,9 | 6,3  |
| Абсолютный минимум, °C                                                                                                   | −35  | −35  | −34  | −14  | −5   | 6    | 6    | 2    | −4   | −20  | −32   | −35  | −35  |
| Норма осадков, мм | 32   | 31   | 31   | 44   | 54   | 73   | 87   | 70   | 54   | 44   | 43    | 40   | 604  |
| Источник: М. Ю. Калинин. Природные ресурсы Речицкого района: современное состояние. Минск, 2007.] ISBN 978-985-6474-69-2 |      |      |      |      |      |      |      |      |      |      |       |      |      |

Средняя годовая температура равна +6,3 °C, средняя температура января −6,5 °C, июля +18,5 °C.
Среднегодовое количество осадков — 604 мм. В отдельные засушливые годы выпадает не больше 350 мм, в особо влажные — более 725 мм осадков. Сход снега наблюдается в конце марта, готовность почвы к обработке в зависимости от рельефа местности наступает во второй декаде апреля. Последние заморозки весной наблюдаются 25—30 апреля, но в отдельные годы бывали и в конце мая. Сумма положительных температур вегетационного периода составляет 2887.
Первые заморозки осенью отмечаются в начале октября, в отдельные годы — в конце сентября.
Устойчивый снежный покров образуется с конца декабря. Средняя высота снежного покрова колеблется от 10 до 20 см, в отдельные годы — до 47 см. Период снеготаяния длится около 10—15 дней.

### Водная система
Город Речица расположен в пойме на правобережье Днепра. Северо-западнее города, в районе д. Унорица и д. Озерщина выделяются отдельные фрагменты первой аккумулятивной надпойменной террасы, которая от пойменного уровня отделяется пологим уступом высотой 5—6 метров. Вторая надпойменная терраса на правобережье не развита вовсе. В месте расположения города река делает несколько излучин, изобилует старицами. Затапливается в паводок 1 % обеспеченности до отметки 120,34 м балтийской системы.
В Речицу река приходит со сформировавшимся водным режимом, который определяется расположенным выше по течению водосбором.
Речицкий участок реки Днепр является судоходным.

### Полезные ископаемые
Вблизи Речицы находится крупнейшее в Беларуси месторождение нефти.

## Природа и экология
Речица находится на территории, пострадавшей в результате аварии на Чернобыльской атомной электростанции.

## История города
Название своё город получил от древнего притока Днепра — реки Речица, впадавшей в него в районе древнего городища.
Археологические исследования показали, что на территории древнейшей части исторического центра города раннеславянское поселение существовало уже в V — VII вв.
Предполагается, что Речица как город существовала уже во второй половине XI века, имела открытый посад (подол) на сниженной террасе у основания Речицкого детинца, пристань и торг. Через древнюю Речицу проходил путь «из варяг в греки», а город уже тогда являлся одним из его важных перевалочных пунктов, о чём свидетельствуют найденные при раскопках норманнская железная гривна (обруч) IX — XI веков, а также монета императора Иоанна Цисхимия, относящаяся к X веку.
На протяжении XI—XIII столетий город принадлежал в основном киевским и черниговским князьям. В середине XII века Речица входила в состав Пинско-Туровского княжества. На протяжении столетий Речица имела статус пограничного города: сначала здесь граничили земли, занимаемые племенами дреговичей и радимичей, а затем здесь начинались черниговские земли. А ещё 500 лет спустя, после Первого раздела Речи Посполитой по Днепру прошла граница с Российской империей.
Впервые Речица упоминается в Густынской летописи 1213 года. Упоминания о Речице в Новгородской летописи относят к 1214 году, когда достаточно укреплённый по тем временам город Речица был захвачен Мстиславом Мстиславовичем Удалым во время его похода на Киев против Всеволода Святославича Чермного.
Новгородци... начаша воевати по Днпру город Черниговске, и взъяша Рчиц на щит.Псл.III 32

### Период Великого Княжества Литовского
Во времена Гедимина Речица была включена в состав Великого княжества Литовского.
В 1387 году, когда король Владислав Ягайло временно доверил верховную власть в Литве и Литовской Руси своему брату, Скиргайле, в документе, выданном ему на «lowach skojterskich» между различными городами, упоминалось и «Rzeczyca cala z dochodem» (Речица вся с доходом).
В конце XIV века городом владел литовский князь Витовт (1392—1430), который построил здесь укреплённый замок «из соснового дерева».

Реконструкция хоругви Речицкого повета

В числе первых белорусских городов Речица получила 11 октября 1511 года от короля Сигизмунда I магдебургское право и другие привилегии, которые подтверждалось 26 августа 1561 года Зигмундом Августом и в 1596 году Сигизмундом III.
В результате административной реформы 1565—1566 гг. Речица стала центром новообразованного Речицкого повета включившего Речицкое, Бобруйское, Гомельское, Лоевское, Пропойское, Рогачёвское староства, а также Поднепровские волости.
По данным списков подскарбия от 1569 года, Речица была хозяйством королевского стола, затем с 1589 года становится старостинским местечком (пол. starostwo grodowe) с управляющими Воловичами, князьями Жижемскими, Слушками, Клокоцкими, Пакошами, Халецкими, и наконец, в силу привилегии короля Августа III с 15 июля 1734 года в связи со смертью Казимира Халецкого, держал князь Радзивил, воевода новогрудский. Оно включало город с замком и арендой: Столпни, Углов, Липняков и Данилович.
Современный герб Речицы известен с XVI века — в серебряном поле червлёная хоругвь с погоней.
В 1595 году из Речицы Наливайко послал письмо к королю Сигизмунду III с просьбой отвести казакам свободную землю между реками Бугом и Днестром ниже Брацлава, за что казаки обяжутся помогать Речи Посполитой в войнах с соседними странами.
Капитан Джон Смит в своих мемуарах упоминает Речицу (Rezechica), как один из городов на своём пути во время возвращения из турецкого плена в Англию (ок. 1628).
В 1634 году минский воевода Александр Слушко основал в городе монастырь доминиканцев. Владислав Любенский в своей книге «Swiat» упоминает, что Речица «защищена Замком, в котором украшение составляет Доминиканский монастырь». В монастыре имелась библиотека, насчитывавшая 250 томов.

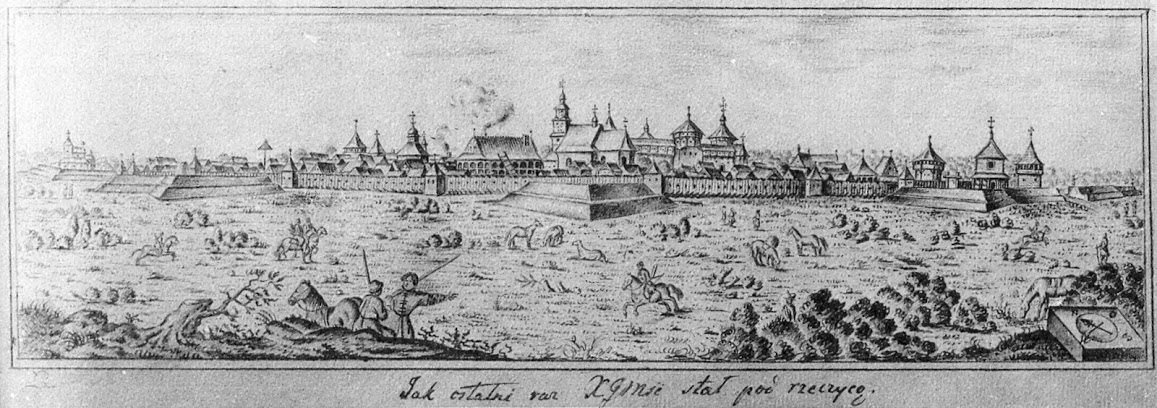
Речица. Гравюра Ван-Авраама Вестервельда. Середина XVII века.

Во время войны Богдана Хмельницкого в 1648 году Речицу заняли казаки, но в следующем году Януш Радзивилл, гетман литовский, в окрестностях Лоева разбил казачьи отряды Кричевского и Подобайло. В 1650 году город занял Небаба, но вскоре отступил и погиб в битве. После этого город был сильно укреплён и в нём были размещены войска.
В 1653 году в Речице литовское войско имело главную квартиру, а в следующем году двинулось на Оршу где было разбито войсками царя Алексея Михайловича; город остался беззащитным и был занят русскими войсками. В этот период Замок был разрушен, а остатки стен были разобраны жителями на постройку домов и построек.
По условиям Андрусовского перемирия город остался за Речью Посполитой.
В 1772 году в ходе первого раздела Речи Посполитой часть территории Речицкого повета была присоединена к Российской империи. Центр повета переносится в Бобруйск, а Речица становится казённым местечком (при этом название повета не меняется).

### Период Российской империи
В результате второго раздела Речи Посполитой в 1793 году Речица была вошла в состав Российской империи, где стала уездным центром сначала Черниговской, а потом Минской губернии.
Первый регулярный план Речицы был утверждён в 1800 году. По окладным книгам 1800 г в Речице проживало христиан-купцов 34, евреев-купцов 14; христиан-мещан 573, евреев-мещан 1254.

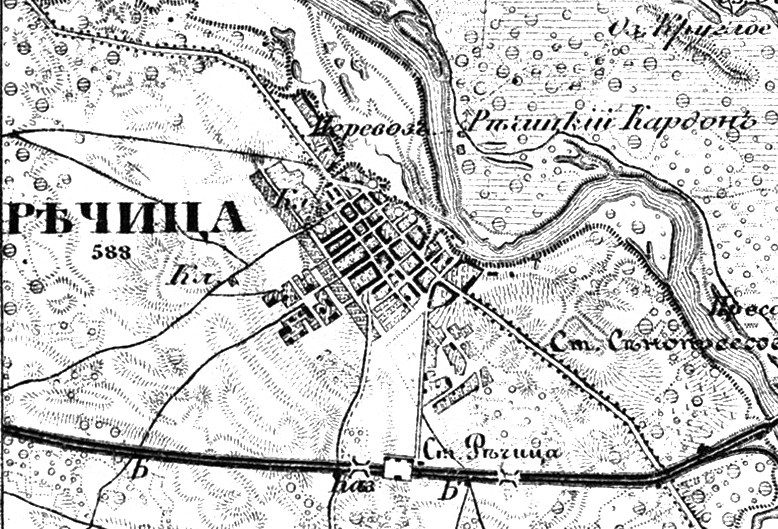
План Речица по состоянию 1867 год

Во время Отечественной войны 1812 года город являлся временной резиденцией минского губернатора.
К началу XIX века евреи составляли большинство населения города. Действовала синагога и еврейские молитвенные дома, позднее была открыта еврейская начальная школа. По ревизии 1847 года в городе имелось «еврейское общество» в составе 2080 душ. По переписи 28 января 1897 года население Речицы составило 9332 душ, из них 5334 евреев. Молодёжь училась в иешиве Хабада, Речица становится одним из центров хасидизма в Белоруссии. Из хасидских деятелей известен равин Менахем Тобия из учеников равина Менахем Менделя Любавичского, бывший раввином в Речице.
В конце XIX века в городе действовала, больница на 15 кроватей, городское упрощённое общественное управление, городская почтовая экспедиция из которой отправлялась почтовая корреспонденция в Лоев, Бобруйск, Слуцк, Минск, Рогачёв и Киев. 1896 году расходы города составляли 20 610 р., в том числе на городское управление 2790 руб., учебные заведения 1325 р., благотворительность и медицину 100 р. Доходов получено 21 538 руб. 2 лесопильни, с производством на 90 тыс. руб., и 1 мукомольня, на 25 тыс. р. Два раза в году (с 9-23 мая и 6-20 декабря) в городе проводилась Николаевская ярмарка.
В 1829 году в Речице родился В. Д. Спасович, известный адвокат, критик, публицист. В 1867 году в Речице родился историк, этнограф, фольклорист, экономист, основоположник белорусской национальной историографии Митрофа́н Ви́кторович Довна́р-Запо́льский.
В начале XX века в городе действовало 7 синагог и 2 православные церкви, Синагоги находились: на углу ул. Александровской (ул. Калинина) и ул. Сапожницкой (ул. Пролетарская); на ул. Преображенской (ул. Ленина, центральная площадь) вместе с иешивой (принадлежала хасидам Шалома Дов-Бера Шнеерсона); на перекрёстке улиц Успенской (ул. Советская) и Сапожницкой; между улицами Успенской и современной ул. Набережной («Высокая» синагога); на перекрёстке улиц Андреевская (ул. Луначарского) и Преображенской («Роговая» синагога); сразу за «Роговой» по Андреевской улице; на углу ул. Владимирской (ул. Урицкого) и ул. Преображенской («Купеческая» синагога, красивая, в два этажа).
В Речице находилась пристань и дистанция судоходства по реке Днепр протяжённостью в 135 вёрст от Рогачёва до моста Полесских железных дорог. Она находилась в ведении окружного управления в Киеве.
С 1890 года в городе начали работать типографии Айзика Гиршева Шимановича и Герца Меерова Бриль, книжная лавка Иосифа Евсеева Фельсина, а с 1894 года фотография Гриши Аронова Блюмина.
В городе имелись больницы — приказа общественного призрения на 15 кроватей и тюремная на 4 кровати, аптека.
В 1910 году Речица стала одним из мест остановки эскадры, перевозившей из Киева в Полоцк мощи Ефросинии Полоцкой.
В 1914 году действовала Талмуд-Тора, хедеры, еврейское двухклассное народное мужское училище и частные еврейские училища. Евреи составляли почти 60 % населения города.
В конце марта 1919 года Речица стала единственным городом, добровольно поддержавшим антикоммунистический мятеж В. В. Стрекопытова.
6-9 мая 1920 года город из рук большевиков отбила польская армия силами Полесской Группой под руководством генерала Владислава Сикорского, но уже в июне 1920 года город заняла Красная Армия.

### Период СССР
Население предвоенной Речицы составляло около 30 тысяч человек, района — почти 57 тысяч.
С декабря 1934 по март 1937 годов в Речице проходил службу в должности командующего 37-й стрелковой дивизией И. С. Конев, будущий командующий фронтами в Великой Отечественной войне, Маршал Советского Союза (1944).
23 августа 1941 года Речица и район были оккупированы немецко-фашистскими захватчиками. За время оккупации они уничтожили свыше 5 тысяч человек. Им оказывали сопротивление в городе 5 групп патриотического подполья, в районе действовали две партизанские бригады: им. Ворошилова и «Мститель», районное подполье. Евреи города были согнаны в гетто и практически все убиты. 18 ноября 1943 года Речица была освобождена войсками Белорусского фронта в результате Гомельско-Речицкой наступательной операции. В тот же вечер, по случаю освобождения Речицы в Москве был дан артиллерийский салют — город стал первым белорусским населённым пунктом, удостоенным такой чести.
Послевоенные годы стали для Речицы годами второго рождения. Восстанавливались старые предприятия, строились новые. Снова вступили в строй гвоздильный завод, завод дубильных экстрактов (позже опытно-промышленный гидролизный завод), сдан в эксплуатацию домостроительный комбинат. Восстановлены и заново построены судостроительно-судоремонтный завод, комбинат хлебопродуктов, хлебозавод, керамико-трубный завод, завод «Термопласт».
В 1959 году произошло укрупнение Речицкого района. В него вошли Василевичи и несколько новых сельсоветов — Василевичский, Бабичский, Дубровский, Короватичский и Лисковский.
Настоящим великим событием для Речицы и района стало открытие в августе 1964 года Речицкого месторождения нефти. 29 апреля 1965 года первые её тонны влились в магистральный нефтепровод «Дружба».
За полвека, прошедшего с того времени, создана уникальная для Беларуси отрасль, во многом влияющая на экономическое благополучие Республики. На сегодняшний день только в объединение «Белоруснефть» входит 25 структурных подразделений с широким диапазоном деятельности. На территории Полесской впадины открыто 61 месторождение нефти, пробурено почти 20 миллионов метров горных пород, закончено строительство около 1400 скважин, добыто более 100 млн тонн нефти (данные на 1998 год).
Определённые успехи имело в 1970-е годы и сельское хозяйство. С каждого гектара было выращено по 15 ц зерновых. В совхозе «Ведрич» гектар дал по 31,2 центнера. Урожай картофеля составил 266 ц с гектара. На сто га сельхозугодий было получено по 180 ц молока. Хозяйство было отмечено Памятным знаменем ЦК КПБ, Совета Министров БССР и Белсовпрофа.
26 апреля 1986 года Речицкий район подвергся радиоактивному заражению в результате аварии на Чернобыльской электростанции.

### Период Республики Беларусь
Большим испытанием для промышленности и сельского хозяйства стали 1990-е годы. Но уже к концу их за спадом производства наступил его неуклонный рост. И теперь из года в год промышленность и сельское хозяйство набирают обороты. Об этом особенно говорят достижения передовиков сельского хозяйства Речицкого района, неоднократных победителей областных и республиканских соревнований по уборке зерновых и выход продукции речицких промышленных предприятий на мировой рынок.
4 января 2002 года Речицкий район и город Речица объединены в одну административно-территориальную единицу — Речицкий район с административным центром город Речица.
Сейчас город белорусских нефтяников Речица — промышленный и культурный центр Гомельской области.
В 2025 году в связи с празднованием 80-й годовщины Победы советского народа в Великой Отечественной войне, а также в целях увековечивания подвига воинов Красной армии, трудящихся, партизан и подпольщиков Речица награждена вымпелом «За мужнасць і стойкасць у гады Вялікай Айчыннай вайны» (Указ Президента Республики Беларусь от 8 апреля 2025 года № 144).

## Экономика
В городе расположены заводы: ОАО «Речицкий метизный завод», ОАО «Речицкий текстиль», ОАО «Речицадрев», ОАО «Речицаагротехсервис» и другие предприятия деревообрабатывающей, пищевой, лёгкой промышленности, а также большинство обособленных подразделений республиканского унитарного предприятия «Производственное объединение «Белоруснефть», в том числе Белорусский газоперерабатывающий завод, нефтегазодобывающее управление «Речицанефть», управление по повышению нефтеотдачи пластов и ремонту скважин, Речицкое управление технологического транспорта, управление промыслово-геофизических работ, управление полевых сейсморазведочных работ и др.

## Образование
В 1800 году городским магистратом была открыта народная школа. В школе учили читать и писать на русском языке, грамматике, обучали сокращённому и пространному катехизису, священной истории, арифметике, рисованию и книге о должностях человека и гражданина. Учителем был воспитанник Киевского народного училища Захар Карнеев который получал от магистрата жалование 200 руб. в год. В школе обучался 51 ученик. В дальнейшем, Доминиканцы взяли школу под свою опеку и уже от имени Виленского университета вели обучение в ней по программе для уездных школ.
В 1820 году в городе было открыто приходское мужское одноклассное училище. В 1865 году при нём была открыта женская смена. Помещалось училище в наёмном доме.
В 1865 году в городе было открыто уездное двухклассное мужское училище. В штате училища предусматривался смотритель (он же преподаватель русского языка и истории с предоставлением казённой квартиры), законоучители православного и римско-католического вероисповедания, учитель математики и географии, учитель чистописания, черчения и рисования. При этом средства на учебные пособия, содержания дома, служителей, канцелярские и хозяйственные расходы из казны не выделись и производились за счёт пожертвований. Училище проработало до 1878 года и за не имением средств было закрыто.
В 1872 году работало Еврейская школа русской грамотности, двухклассное приходское народное мужское училище (открыто в 1820 году)

17 сентября 1900 года было открыто двухклассное городское училище которое в 1903 году было преобразовано в 3-х классное, а 1 января 1913 года было преобразовано в Пушкинское высшее начальное училище. Инспектор училища с открытия был Антон Антонович Астапович, а с 1 августа 1907 года — Онуфрий Фёдорович Мохнач. Размещалось в наёмном доме (Набережная ул., дом Марголина) с платой 1100 руб. в год от города. Плата за учёбу с ученика составляла 10 руб. в год.

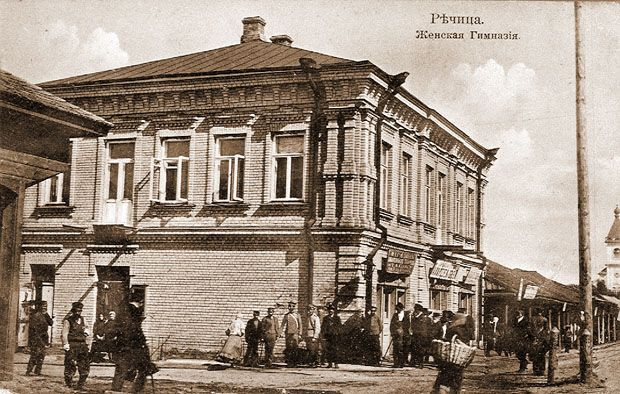
Женская гимназия. Речица, Прабойная-Школьная (1901—1917)

5 сентября 1906 года было открыта частное четырёхклассная женская прогимназия. Содержалось на средства получаемые от платы за обучение. Первым руководителем была Мария Наполеоновна Юроцкая, а с 9 июня 1908 года — Елизавета Владимировна Гаврилова (жена речицкого окружного судьи Николая Константиновича Гаврилова). Первый год состояло из 3 классов, в 1907 году был открыт 4-й класс, в 1908 году — 5-й класс, в 1909 году — 6-й класс, в 1910 году — 7-й класс. 19 мая 1911 года было преобразовано в частную семиклассную женскую гимназию по положению 24 мая 1870 года. В 1912 году был открыт 8-й, педагогический класс. Помещалось в 2-х наёмных домах (угол ул. Успенской и Школьного переулка, дом Саченко-Сакуна) с платой за содержание 1800 р. в год. Плата за учёбу с ученика составляла: 1-3 класс 70 рублей; 4-8 класс 100 рублей в год. Здание было снесено при подготовке города к проведению «Дожинок» в 2007 году.
23 февраля 1907 года была открыта низшая ремесленная школа с двумя отделениями: слесарным и столярным. Размещалось училище в собственном доме по Александровской улице. Руководителем был Пётр Тимофеевич Трйеров. Обучение сначала было бесплатным, позже была введена плата с ученика — 6 руб. в год.
Так же работало частное еврейское мужское училище (в 1873—1880 годах содержалось Рубином Л. И.), частное еврейское одноклассное женское училище (в 1883—1914 годах содержалось П. Я. Карасик) и талмуд-тора.
Однодневная перепись начальных учебных заведений проведённая 11 января 1911 года показала, что в городе работало:
- два мужских двухклассных приходских училищ с 4-х годичным сроком обучения в которых обучалось 240 учащихся
- два одноклассных приходских училищ с 4-х годичным сроком обучения в которых обучалось 100 мальчиков и 82 девочки
- еврейское народное двухклассное училище с 4-х годичным сроком обучения в котором обучалось 68 мальчиков и 104 девочки
- еврейское мужское частное училище с 2-х годичным сроком обучения в котором обучалось 20 учеников
- церковно-приходское женское двухклассное училище с 5-летним сроком обучения в котором обучалось 144 ученицы

На 1 января 1925 года в городе действовало 9 школ 1-й ступени в которых обучалось 1525 учеников, 2 школы 2-й ступени в которых обучалось 670 учеников и одна семилетняя школа в которой обучалось 188 учеников.
В 1930 году на базе реального училища было создано Речицкое педагогическое училище.
В послевоенные годы в здании бывшей женской гимназии действовал землеустроительный техникум.
В настоящее время в городе действуют 9 средних образовательных школ, один лицей, одна гимназия, 21 детский сад, 1 детский сад-средняя школа, государственные аграрный и педагогический колледжи.

## Органы власти

#### Великое Княжество Литовское
В качестве органа городского сословного самоуправления в городе действовал с 1511 года магистрат по единому, для Западной Европы, Магдебургскому праву. Магистрат занимался финансовыми, судебными и полицейскими делами на территории города.

#### Российская империя
При вхождении в состав Российской империи магистрат был превращён в сословный суд для мещан и купцов города. Магистрат состоял из присутствия и канцелярии. Присутствие делилось на два отделения: гражданское и уголовное в составе одного бургомистра и двух ратманов в каждом. Все они избирались мещанами и купцами на три года. Магистрат ведал гражданскими и уголовными делами мещан и купцов, засвидетельствовал все акты и купчие на дома, строения и землю в городе, ведал делами перевода мещан и купцов из одного городского общества в другое, избранию лиц на должности цехового управления и утверждение избранных на эти должности, взиманию налога с недвижимого имущества, рекрутской повинностью и др. Судопроизводство велось на польском и русском языках. Применялось русское законодательство и Статут Великого княжества Литовского 1588 года.
| Год      | Бургомистры                                      | Ратманы                                                                                                  | Чин, титул секретаря  | Секретарь                      |
| -------- | ------------------------------------------------ | --- | --------------------- | ------------------------------ |
| 1845 год | Клим Потенко Кирил Туренко                       | Лаврень Бабченко Павел Ковальчук Зелик Голыштейн Нисон Гутионтев                                         | Колежский регистратор | Лаврентий Степанович Ельницкий |
| 1860 год | Осип Ефремов Амбвросий Гребенчук                 | Фёдор Железницкий Афанасий Половинко Авраам Езерский Айзик Демиховский                                   | Губернский секретарь  | Степан Францович Саплица       |
| 1861 год | Максим Бобчёнок Яков Козёл                       | Осип Скоблов Кондрат Матрович Авраам Езерский Шмуйло Могилевский                                         | Губернский секретарь  | Степан Францович Саплица       |
| 1864 год | Максим Бобчёнок Яков Козёл                       | Осип Скоблов Кондрат Матрович Авраам Езерский Шмуйло Могилевский                                         | Коллежский секретарь  | Степан Францович Саплица       |
| 1866 год | Осип Семёнович Скоблов Тимофей Семёнович Горский | Семён Киревич Филипиушка Кондрат Максимович Шатрович Абрам Иоселевич Езерский Шмуйло Ицкович Могилевский | Титулярный советник   | Степан Францович Саплица       |

Магистрат был упразднён в соответствии с Указом Минского губернского правления 23 мая 1866 года, согласно Правилам упразднения магистратов и судебных ратуш в Европейской части Российской империи от 13 апреля 1866 года. Судебные дела из магистрата были переданы в уездный суд, дела по общественному управлению — в ведение городского управления.
Указом Александра I от 17 марта 1801 года было восстановлено действие Жалованной грамоты от 1785 года городам Минской губернии. В городе была введена шестигласная дума, которая являлась распорядительным органом и заведовала городским имуществом, занималось благоустройством города, заведовала школьными, медицинскими, благотворительными делами. Дума состояла из городского головы и «гласных», представителей от шести городских разрядов, избиралась сроком на 3 года.
| Год        | Городской голова            | Гласные от христиан                                                                                       | Гласные от евреев                                           | Секретарь                   |
| ---------- | --------------------------- | --- | ----------------------------------------------------------- | --------------------------- |
| 1845 год   | Мойсей Семёнович Чижик      | Иван Бобровник Терентий Ковалевский Захарий Шалюта                                                        | Кузьма Абрамович Липка Ицкович Малиновский Арон Герцов Кома | Иван Иванович Люткевич      |
| 1860 год   | Дмитрий Аврамович Половинка | Иван Петрович Чижик Игнатий Максимович Шатрович Малах Иванович Самойчик Пётр Сидорович Козел              | Ефсей Монович Рабинович Фридман Пейсахович Оршанский        | Иван Иванович Люткевич      |
| 1861 год   | Дмитрий Аврамович Половинка | Павел Николаевич Осецимский Фёдор Тимофеев Чижик Тимофей Васильев Ускопов Михаил Николаевич Борский       | Ефсей Монович Рабинович Залман Хацкелев Рапопорт            | Иван Иванович Люткевич      |
| 1864 год   | Пётр Сидорович Козел        | Павел Николаевич Осецимский Игнат Мойссевич Потапов Трофим Григорьевич Бобчёнок Николай Тимофеевич Сташук | Хацкель Мордухович Френкель Нохим Лейбович Пинский          | Гектор Иванович Обухович    |
| 1866 год   | Пётр Сидорович Козел        | Павел Николаевич Осецимский Игнат Мойссевич Потапов Трофим Григорьевич Бобчёнок Николай Тимофеевич Сташук | Хацкель Мордухович Френкель Нохим Лейбович Пинский          | Игнатий Антонович Залесский |
| 1867 год   | Николай Ефимович Чижик      | Степан Деонисович Козел Степан Прохорович Феськов Григорий Фёдорович Зубрицкий Кузьма Пархомович Фомёнок  | Хацкель Мордухович Френкель Нохим Лейбович Пинский          | Игнатий Антонович Залесский |
| 1870 год   | Николай Ефимович Чижик      | Степан Деонисович Козел Сергей Антонович Козел Иван Николаевич Чижик Афанасий Фёдорович Жельзичский       | Хацкель Мордухович Френкель Нохим Лейбович Пинский          | Игнатий Антонович Залесский |
| 1871 год   | Игнатий Мойсеев Потапов     | Степан Деонисович Козел Сергей Антонович Козел Афанасий Фёдорович Жельзичский Прокоп Матвеевич Козан      | Хацкель Мордухович Френкель Нохим Лейбович Пинский          | вакансия                    |
| 1873 год   | Игнатий Мойсеев Потапов     | Степан Деонисович Козел Феодосий Титович Мурашка Иван Григорьевич Гребенчук Сергей Григорьевич Бобчёнок   | Нохим Лейбович Пинский Янкель Ицкович Виленский             | вакансия                    |
| 1877 год   | Иван Семёнович Горский      | Степан Деонисович Козел Феодосий Титович Мурашка Иван Григорьевич Гребенчук Сергей Григорьевич Бобчёнок   | Нохим Лейбович Пинский Янкель Ицкович Виленский             | Стефан Петрович Козел       |
| 1879       | Иван Семёнович Горский      | Степан Деонисович Козел Феодосий Титович Мурашка Иван Григорьевич Гребенчук Сергей Григорьевич Бобчёнок   | Нохим Лейбович Пинский Янкель Ицкович Виленский             | Фёдор Андреевич Аглоблев    |
| 1881- 1882 | Павел Николаевич Осецимский | Степан Деонисович Козел Феодосий Титович Мурашка Иван Григорьевич Гребенчук Сергей Григорьевич Бобчёнок   | Нохим Лейбович Пинский Янкель Ицкович Виленский             | Фёдор Андреевич Аглоблев    |

Правительство 16 июня 1870 года утвердило новое городовое положение, которое было распространено на Минскую губернию с 29 апреля 1875 года. В результате, Речицкая Дума, учреждённая по Жалованной грамоте 1785 года, была упразднена. Вместо неё учреждались новая городская Дума как распорядительный орган и городская управа. Городская управа избиралась на заседаниях городской Думы в составе Городского головы, нескольких членов и секретаря. От городской управы зависело развитие торговли, образования, здравоохранения; обеспечение продовольствием городского населения, призрение бедных; благоустройство города, представление Думе докладов и отчётов о своей деятельности и состоянии подведомственных управе служб городского хозяйства; взыскание с населения налогов и городских сборов; отвод и отдача в аренду участков городской земли и оборочных статей, выделение мест для устройства торговых и питейных заведений, лавок; утверждение фасадов и планов городских построек; подача жалоб и исков в думу, привлечение к ответственности лиц за самовольные постройки и не соблюдение правил благоустройства.
| Год            | Чин                 | Городской голова                     | Член от христиан            | Член от евреев           | Секретарь                   |
| -------------- | ------------------- | ------------------------------------ | --------------------------- | ------------------------ | --------------------------- |
| 1882 год       | Коллежский асессор  | Николай Петрович Бразуль-Брушковский | Пётр Ефимович Потапов       | Янкель Ицкович Виленский | Фёдор Андреевич Аглоблев    |
| 1884 год       | Коллежский асессор  | Николай Петрович Бразуль-Брушковский | Пётр Ефимович Потапов       | Нохим Аронович Лившиц    | Антон Иванович Демянович    |
| 1885 год       | Коллежский асессор  | Николай Петрович Бразуль-Брушковский | Железинский                 | Янкель Ицкович Виленский | вакансия                    |
| 1887 год       | Титулярный советник | Иван Флегонтович Бробин              | Трофим Григорьевич Бабчёнок | Янкель Ицкович Виленский | Алексадр Яковлевич Виницкий |
| 1888- 1894 гг. | Титулярный советник | Иван Флегонтович Бробин              | Трофим Григорьевич Бабчёнок | Нохим Аронович Лившиц    | Алексадр Яковлевич Виницкий |

На основании «Городового положения» от 11 июня 1892 года, из-за недостатка финансовых средств, слабого развития городского хозяйства, промышленности и промыслов городская Дума и управа были упразднены и вместо них было введено городское упрощённое общественное управление. По данному положению, сход домохозяйств выбирал собрание уполномоченных в составе 12-16 человек, а последние — городского старосту и двух помощников. Городской староста заведовал городским имуществом, благоустройством города и сбором податей. Деятельность старосты контролировалось губернатором. На должность старосты могли избираться только дворяне и мещане.
| Год            | Чин                             | Городской староста                | Помощник                    | Помощник                   |
| -------------- | ------------------------------- | --------------------------------- | --------------------------- | -------------------------- |
| 1894 год       | Коллежский советник             | Александр Казимирович Батаговский | Демид Евсеевич Тиханович    | Иван Тимофеевич Горский    |
| 1904 год       | Коллежский советник             | Фёдор Александрович Билетов       | Григорий Васильевич Шумский | Василий Игнатович Шатрович |
| 1905 год       |                                 | вакансия                          | Григорий Васильевич Шумский | Василий Игнатович Шатрович |
| 1906 год       |                                 | Григорий Васильевич Шумский       | вакансия                    | Василий Игнатович Шатрович |
| 1910 год       |                                 | Кирил Филиппович Пуцейко          | вакансия                    | Андрей Демидович Тиханович |
| 1911 год       | Пётр Игнатьевич Усхопов         | Кирил Филиппович Пуцейко          |                             | Андрей Демидович Тиханович |
| 1913           | Харитон Филимонович Железинский | Кирил Филиппович Пуцейко          | Митрофан Кузьмин. Хомёнок   |                            |
| 1914- 1917 гг. | Харитон Филимонович Железинский | Кирил Филиппович Пуцейко          | Яков Иосифович Бобровник    |                            |

Городское упрощённое управление было упразднено после Октябрьской революции 1917 года.
Во главе полиции города стоял городничий. 3 июня 1837 года было издано «Положение о земской полиции» где подробно объяснялся круг обязанностей полиции.
| Год            | Чин, Звание         | Городничий                    | Чин                  | Частный советник (пристав)    |
| -------------- | ------------------- | ----------------------------- | -------------------- | ----------------------------- |
| 1796 год       | Премиер-М           | Семён Григорьевич Белаводский |                      |                               |
| 1801 год       | Надворный советник  | Дмитрий Осипович Кухлевский   |                      |                               |
| 1813           | Коллежский советник | Гедеон Иванович Дзичканец     |                      |                               |
| 1825 год       | Коллежский советник | Гедеон Иванович Дзичканец     | Титулярный советник  | Лука Николаевич Крониковский  |
| 1831 год       | Штабс-капитан       | Иван Станиславович Бочанский  | Титулярный советник  | Лука Николаевич Крониковский  |
| 1835 год       | Майор               | Осип Павлович Мокржицкий      | Титулярный советник  | Лука Николаевич Крониковский  |
| 1837 год       | Майор               | Васятин                       | Титулярный советник  | Лука Николаевич Крониковский  |
| 1839 год       | Ротмистр            | Григорий Николаевич Чириков   | Титулярный советник  | Лука Николаевич Крониковский  |
| 1845 год       | Ротмистр            | Алесандр Николаевич Якубович  | Титулярный советник  | Лука Николаевич Крониковский  |
| 1846 год       | Майор               | Александр Якимович Белоконев  | Титулярный советник  | Лука Николаевич Крониковский  |
| 1850 год       | Штабс-капитан       | Пётр Михайлович Сущинский     | Титулярный советник  | Лука Николаевич Крониковский  |
| 1856 год       | Титулярный советник | Семён Афанасьевич Андреев     | Титулярный советник  | Лука Николаевич Крониковский  |
| 1859- 1862 гг. | Титулярный советник | Семён Афанасьевич Андреев     | Губернский секретарь | Каетан Фёдорович Двораковский |

Со введением высочайше утверждённых «Временных правил об устройстве полиции в городах и уездах губерний, по общему учреждению управляемых» от 25 декабря 1862 года на базе земских судов и городничих правлений были созданы уездные полицейские управления (см. Речицкий уезд).

#### Республика Беларусь
Представительным органом власти является Речицкий районный Совет депутатов. Он состоит из 40 человек и избирается жителями по одномандатным округам. Срок полномочий 4 года. Совет депутатов 28 созыва был избран 18 февраля 2018 года. Председателем совета является Якушев Григорий Григорьевич.
Исполнительным и распорядительным органом власти является Речицкий районный исполнительный комитет. 16 ноября 2012 года Президент Республики Беларусь дал согласие на назначение Панченко Виталия Семёновича председателем Речицкого райисполкома.

## Достопримечательности

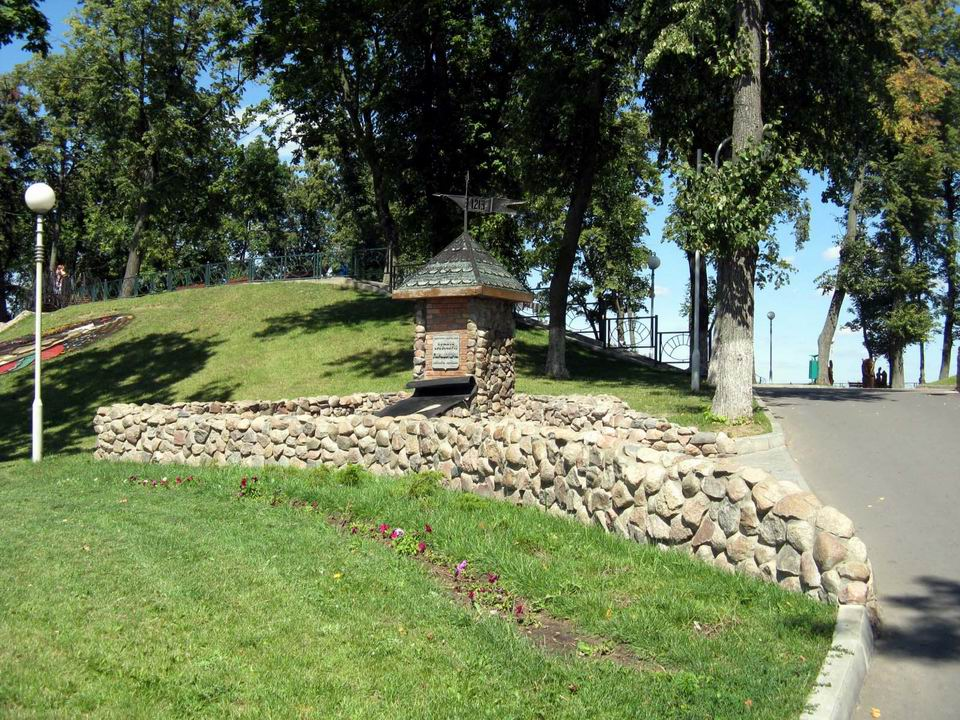

### Городище
Находится в Детском парке, на правом берегу Днепра, и отмечено памятным знаком с мемориальной плитой, на которой значится: «Памятник археологии. Городище».
Это прямоугольная площадка размером 75×45 м, с западной, восточной и южной сторон укреплённая валами двухметровой высоты. С севера городище омывается рекой. С его западной и восточной сторон — глубокие рвы, в древности заполнявшиеся водой.

На городище археологами Э. Сымоновичем и Г. Штыховым выявлен культурный пласт толщиной в 1,6 метра, найдена керамика XIII—XIV столетий, куски лепной посуды.

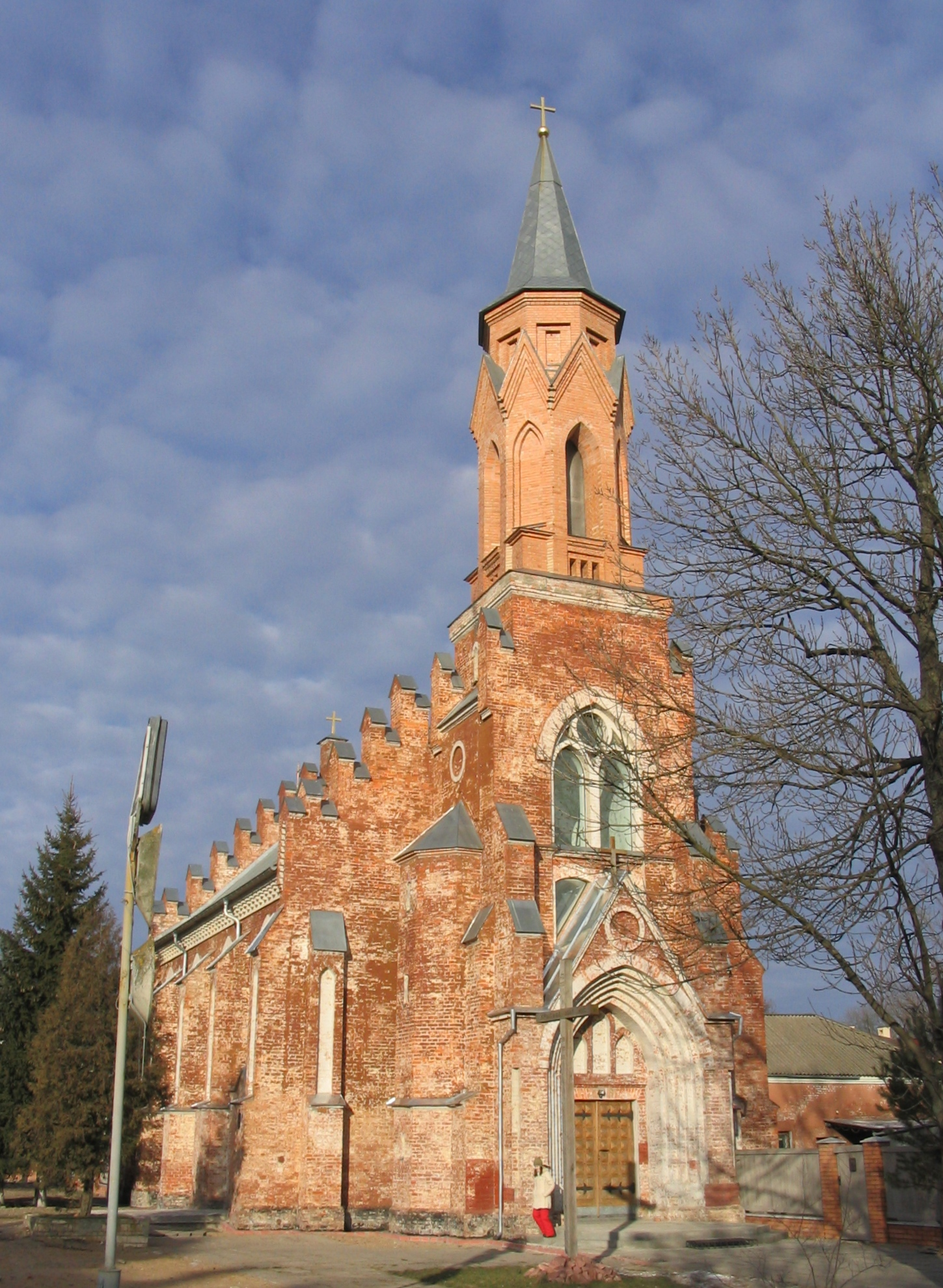
Свято-Троицкий Костёл

Городище относится к раннему железному веку и эпохе Киевской Руси. «Городок» был возведён в середине I тысячелетия до н. э. племенами милоградской культуры, в начале I тысячелетия н. э. он был заброшен. В XIII столетии тут был детинец города, на котором веком позже великий князь Витовт возвёл деревянный замок, простоявший более двухсот лет.

### Свято-Троицкий костёл
Этот возведённый в начале XX века храм — один из наиболее пластически выразительных памятников неоготической архитектуры Белоруссии. Его боковые фасады ритмично членятся контрфорсами и стрельчатыми проёмами окон. На главном фасаде — ступенчатый портал. Широко использован мотив украшения зубцами. Главным акцентом здания является звонница Костёла, которая возвышается над остальной частью, а её многогранный шпиль, увенчанный крестом, как бы врезается в небо. Стрельчатые арки и ребристые своды внутри здания позволили внутренний интерьер сделать высоким, светлым и воздушным.
Здание выстроено по проекту архитектора Иосифа Дзеконского.
В годы Советской власти в здании костёла располагались склад, электростанция, пивной, а затем витаминный бар.

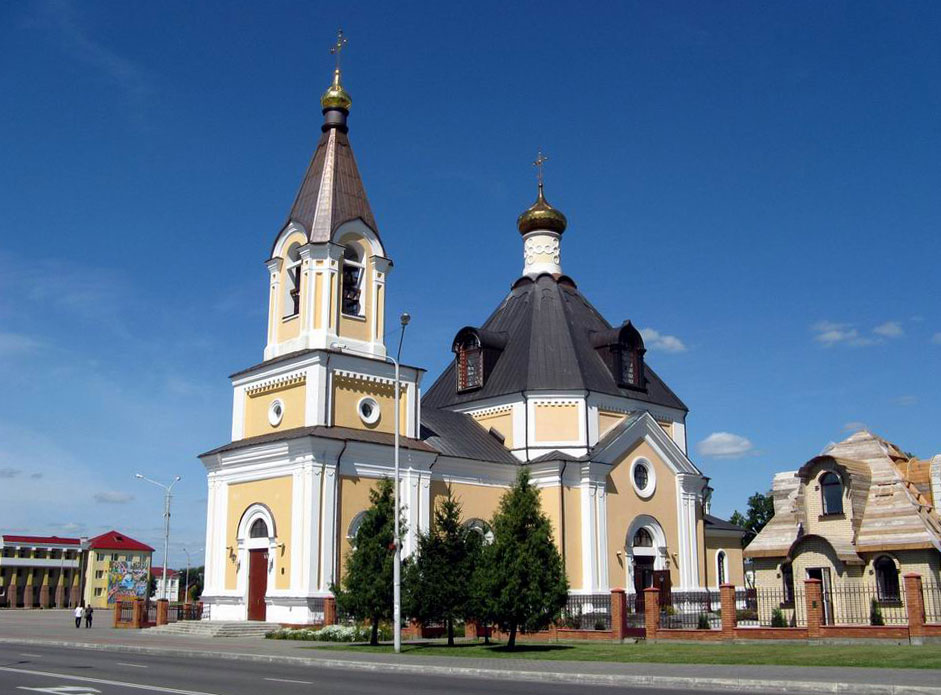
Свято-Успенский собор

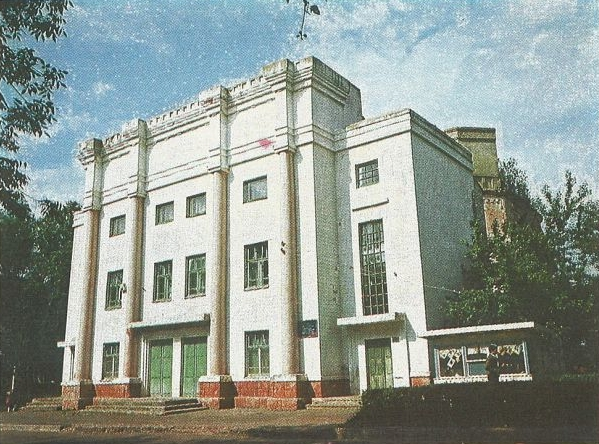
Здание музея г. Речицы до начала восстановление Свято-Успенского собора

В 1998 году Костёл был признан памятником архитектуры XX века, включён в Государственный список историко-культурных ценностей Республики Беларусь. В 1999 году решением горисполкома храм был передан верующим, была начата реконструкция здания. В июне 2003 года Речицкому Свято-Троицкому Костёлу исполнилось 100 лет.
В сентябре 2007 храм был полностью восстановлен.

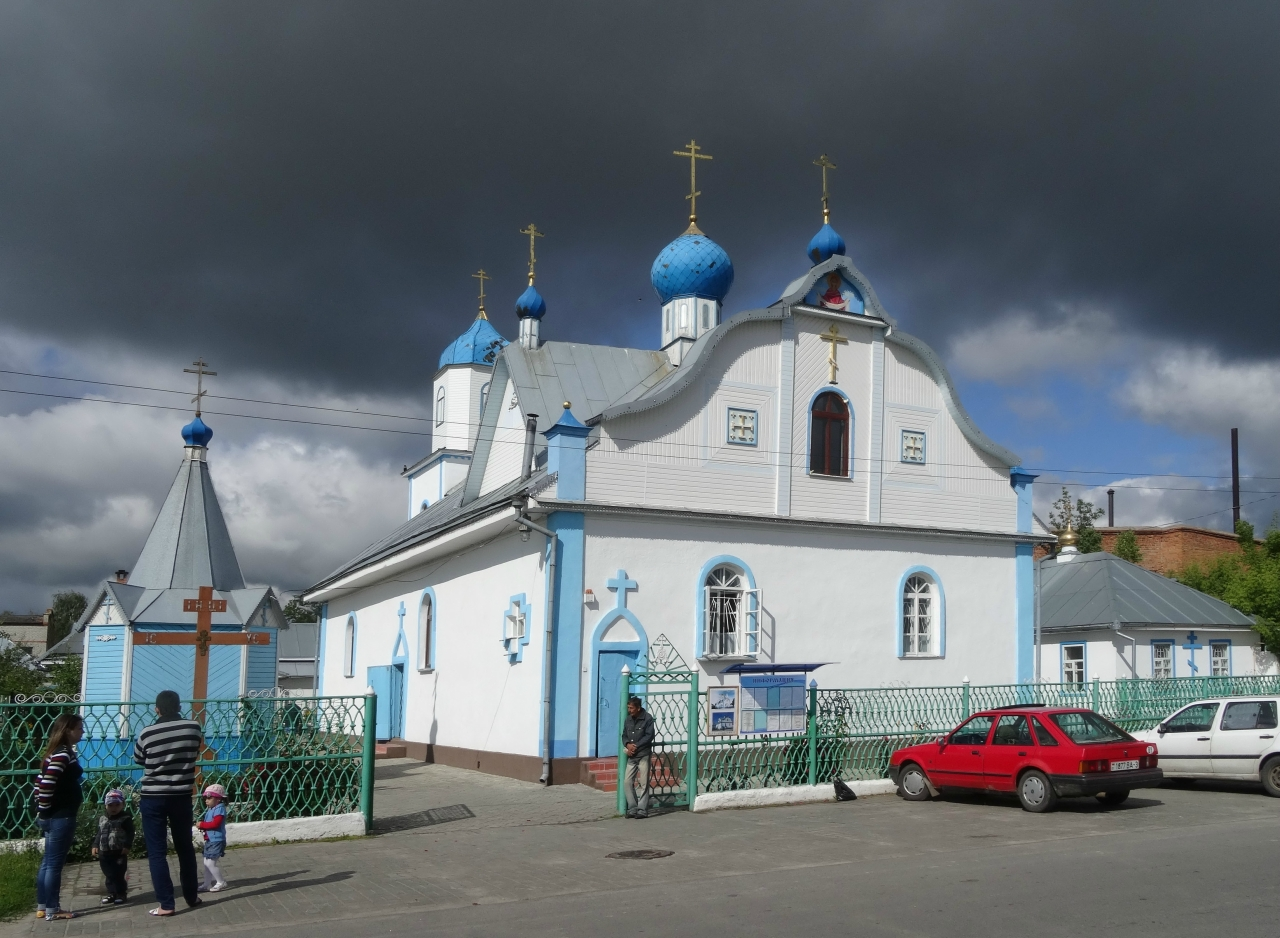
Храм Покрова Пресвятой Богородицы

Первый известный римско-католический Костёл в городе был построен ещё в 1634 году речицким старостой Александром Служкой и просуществовал до 1756 года, когда был возведён новый Свято-Троицкий Костёл из соснового дерева.
До 1835 года при Костёле существовал монастырь Доминканцев, в котором было двадцать монахов. Из-за восстания 1830 года монастырь закрыли.
В 1842 году речицкое дворянство обратилось с просьбой разрешить им на месте старого деревянного построить каменный Костёл.
В 1862 году Костёл сгорел и службы стали проводить в частном доме, до времени постройки нового Костёла.
В 1861 году архитектором Мешором был составлен проект постройки нового Костёла, но работы были приостановлены из-за нехватки денежных средств и опасением прихожан, что Костёл поле постройки заберут под православную церковь в русле гонений католической церкви после восстания 1863—1864 гг. И только спустя 30 лет, в 1896 году было получено разрешение на возобновление строительства Костёла.
Проект нового здания предоставил художник Императорской Санкт-Петербургской Академии художеств, архитектор Иосиф Дзеконский. Этот проект был одобрен и утверждён 8 июня 1899 года.
Строительные работы продолжались с 1901 по 1903 год.
1 июня 1903 года Костёл был освящён под титулом Святой Троицы.

В 1998 году Костёл был признан памятником архитектуры XX века, включён в Государственный список историко-культурных ценностей Республики Беларусь (Расположен по ул. Советская, 31 (инв. № 340/С-292218),  Историко-культурная ценность Республики Беларусь, ).
В 1999 году решением горисполкома храм был передан верующим. В сентябре 2007 года костёл был передан в собственность Пинской епархии Римско-католической церкви, после чего была проведена его реставрации.

### Свято-Успенский собор
У святыни длинная и непростая история. Этому храму предшествовала деревянная Воскресенская церковь построенная в 1079 году, считавшейся с 1794 года до 1872 года соборной, а в 1876 году разобрана и перенесена на кладбище. В 1872 году была построена каменная Успенская церковь на средства выделенные Правительством в размере 21 323 рублей, которую освятили во имя Успения Пресвятой Богородицы. Иконостас церкви состоял из колон, покрашенный в светло-голубой цвет, с золочёными рамами, карнизами и резьбой, состоящий из 18 икон, расположенных в три яруса. Из ценной серебряной утвари в церкви были три потира, дискос с лжицею и звездицею, крест весом 1 фунт, дарохранительница весом 2 фунта 24 золотника, подаренная Александром Александровичем и дарохранительница весом 2 фунта 46 золотников. В церковном архиве хранились метрические книги с 1786 года, а приходские реестры с 1805 года. На колокольне находились 4 колокола весом в 19, 15, 8 и 0,5 пуда. В приходе церкви имелось три кладбища на одно из которых была перенесена Воскресенская церковь. В приход церкви входили не только жители Речицы но и близ лежащих деревень Бронное и Озёрщина. Причт церкви состоял из протоиерея, священника, дьякона и двух псаломщиков. При церкви работало приходское училище.

В 1935 году храм был закрыт и перестроен в Дом социалистической культуры. В 1941 году в период немецкой оккупации храм был возвращён верующим в котором за счёт верующих был произведён ремонт. Сразу после войны Речицкий горсовет возбудил ходатайство о возвращении помещения «Дома соцкультуры». Так 6 июня 1946 года, 23 мая 1947 года и 3 декабря 1947 года Речицкий горисполком принимал решение о возврате здания и обращал ходатайства в Гомельский облисполком. 6 января 1948 года Гомельский облисполком принял решение в пользу Речицкого горисполкома. Православной общине было предоставлено здание по улице Кооперативной 57. 13 мая 1948 года прихожане направили письмо подписанное 2810 верующими, заместителю председателя Совета Министров СССР К. Ворошилову с просьбой о помощи. Но несмотря на это обращение 21 мая 1948 года на заседании Совета по делам РПЦ при Совете Министров СССР было принято постановление об утверждении решения Гомельского облисполкома. В пристройке к нему долгое время размещался краеведческий музей. С 1999 года началась реконструкция собора.

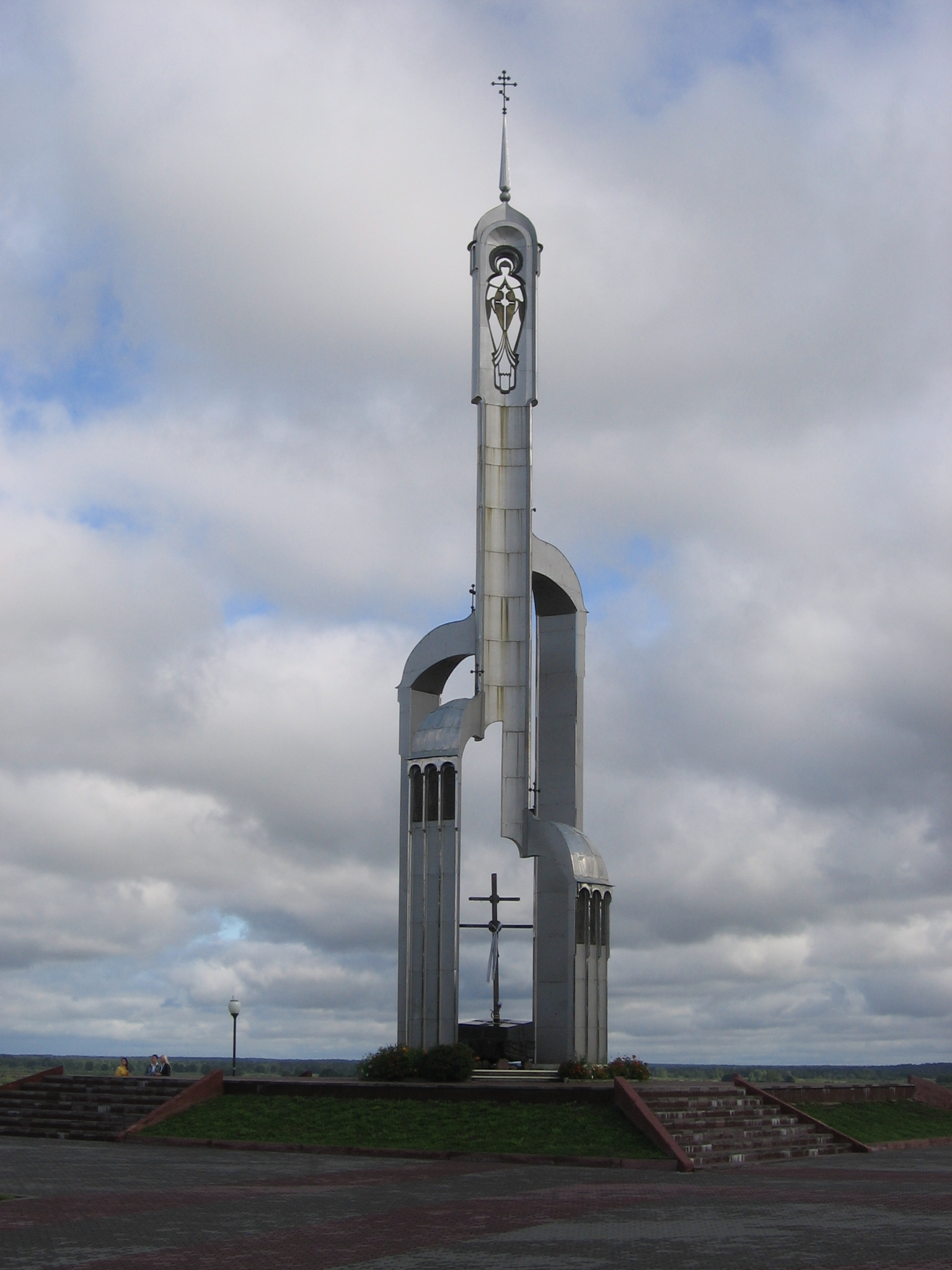

Изначально это была крестово-купольная постройка, увенчанная мощным барабаном с луковичным куполом и золочёным крестом. Башнеобразная звонница завершалась металлическим шатром. Фасады здания украшала декоративная штукатурка. В 2003 году восстановленный храм вновь освящён митрополитом Филаретом, Патриашим Экзархом всея Беларуси.
Расположен по ул. Советская, 29 (инв. № 340/С-292492),  Историко-культурная ценность Республики Беларусь, .

### Часовня Святой Евфросинии Полоцкой

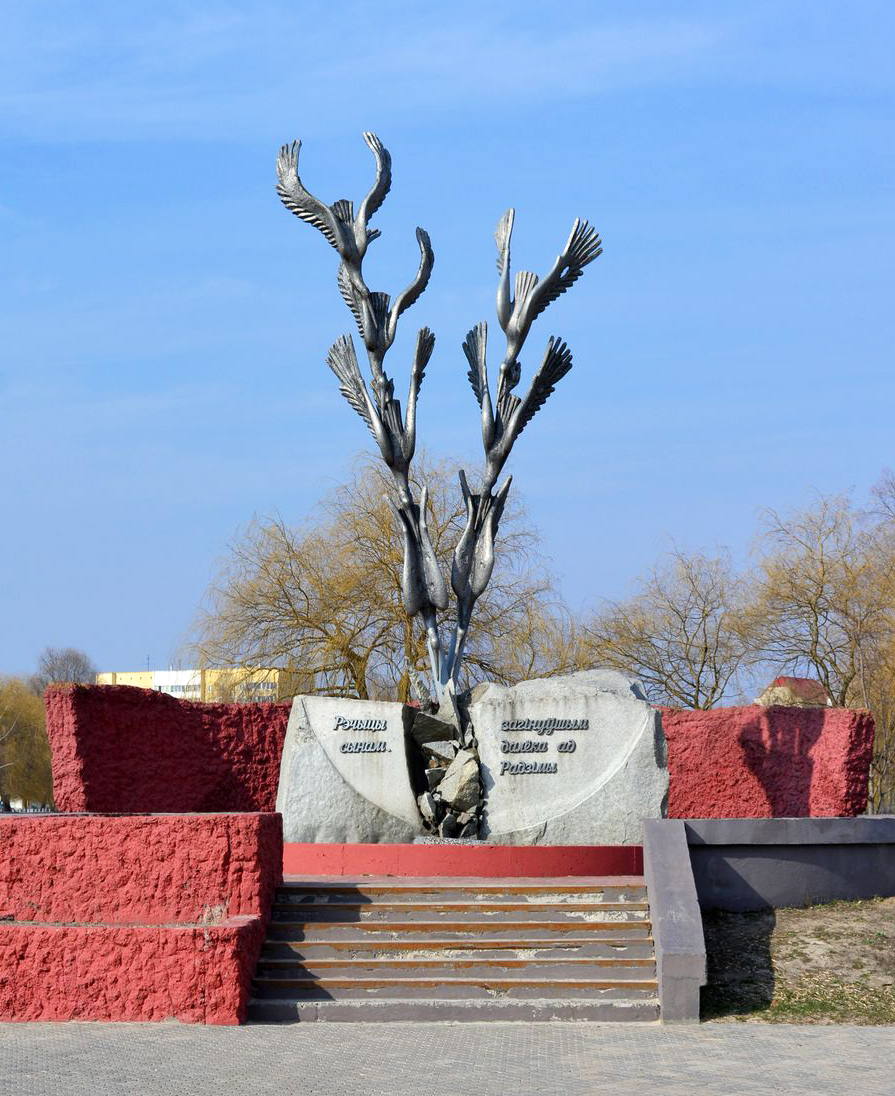
Памятник погибшим воинам-интернационалистам

Часовня возведена на высоком берегу Днепра в историческом месте — там, где в 1910 году остановилась процессия, следовавшая с мощами преподобной Евфросинии из Киева в Полоцк. 85 лет спустя здесь состоялось освящение часовни Благодатным огнём от Гроба Господня, доставленным в Речицу научно-творческой экспедицией «Дорога к святыням», которая прошла путём возвращения из Святой Земли на родину святых мощей небесной покровительницы Белой Руси.
Из нержавеющей стали и латуни по проекту Лауреата Государственной премии Республики Беларусь уроженца Речицы Эдуарда Агуновича выполнена ажурная, динамично-асимметричная конструкция высотой 24 метра. Символика её многогранна: четыре ступенчатые опоры образно представляют развитие жизни и мысли по спирали. В них снизу вверх, по возрастающей линии, вписаны лики 12 белорусских святых и просветителей. Мотивы арок, закомар ассоциативно возвращают зрителя к традициям древнерусского церковного зодчества. Венчает композицию ореол души Св. Евфросинии, держащей в руках крест.

Сегодня это самая узнаваемая архитектурная достопримечательность Речицы.

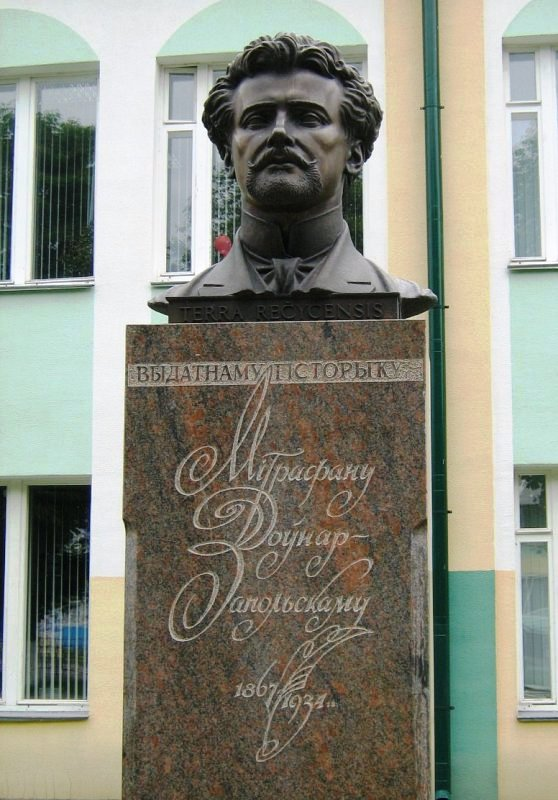
Памятник М. В. Довнар-Запольскому в Речице

### ПамятникМ. В. Довнару-Запольскому
В 2003 году благодаря помощи Речицкого горисполкома в издательстве «Беларусь» в Минске был опубликован капитальный труд Митрофана Викторовича Довнара-Запольского «История Беларуси» с комментариями современных специалистов. А ещё ранее, 2 июля 1997 года, к 130-летию со дня рождения своего знаменитого земляка, жители города поставили ему памятник (скульптор В. Янушкевич, автор проекта Э. Агунович).

### Памятник «Рэчыцы сынам, загінуўшым далёка ад Радзімы»
Памятник сооружён в 2003 году в честь семи земляков, погибших в военных конфликтах за пределами Родины. Основу композиции монумента (скульптор В. Слободчиков, автор проекта Э. Агунович) составляет семь падающих вниз аистов. Вытянув шеи и сложив крылья, они один за другим обречённо летят в расщелину между гранитными глыбами, символизирующими исламский фундаментализм…

### Танк-освободитель

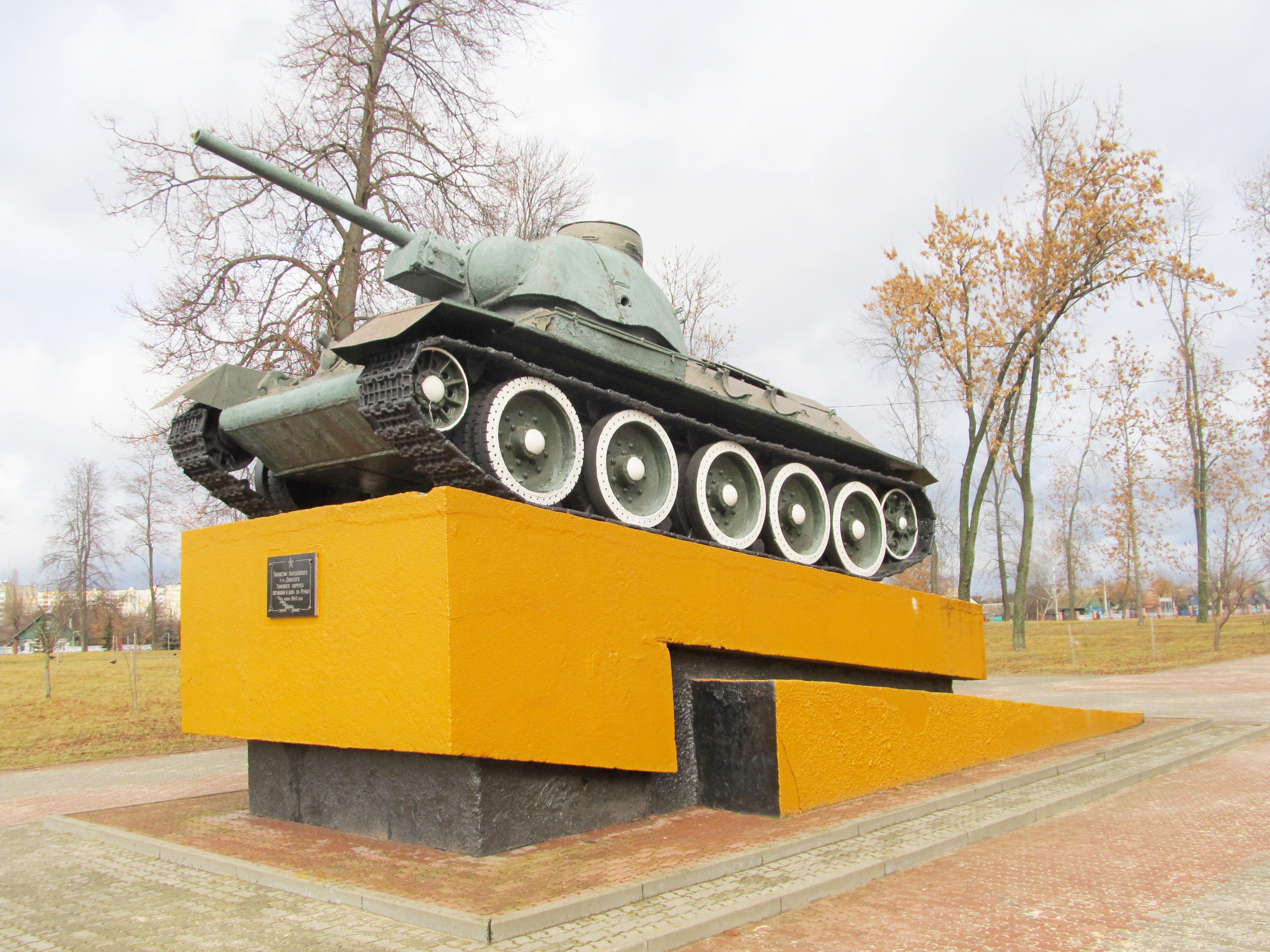
Танк Т-34-76

Танк Т-34, принимавший участие в боях за освобождение Речицы от немецко-фашистских захватчиков. Установлен 20 ноября 1943 года, в самый разгар Гомельско-Речицкой наступательной операции, на братскую могилу в парке в Речице в память о погибших танкистах 15-й бригады полковника Кошакова.
Экипаж танка: командир Михаил Русанов, механик-водитель Анатолий Талалаев, стрелок-радист Иван Смирнов и башенный стрелок Фёдор Кленков.
Именно этот танк получил повреждение ещё на подступах к городу (один из катков «не родной»), одним из первых ворвался в Речицу, однако экипаж уцелел и продолжил воевать, а боевая машина увековечила подвиг других танкистов, наступавших в направлении главного удара. Это единственный установленный в Республике Беларусь памятник боевой машине, одновременно являющийся подлинным историческим экспонатом для увековеченных событий.
В настоящее время танк установлен в парке Победы.
Накануне 80-летия со дня освобождения Речицы от немецко-фашистских захватчиков в парке Победы появились новые экспонаты военной техники. Новые экспонаты размещены рядом с памятником ветеранам локальных войн и вооружённых конфликтов.

### Бывшая почтово-телеграфная контора

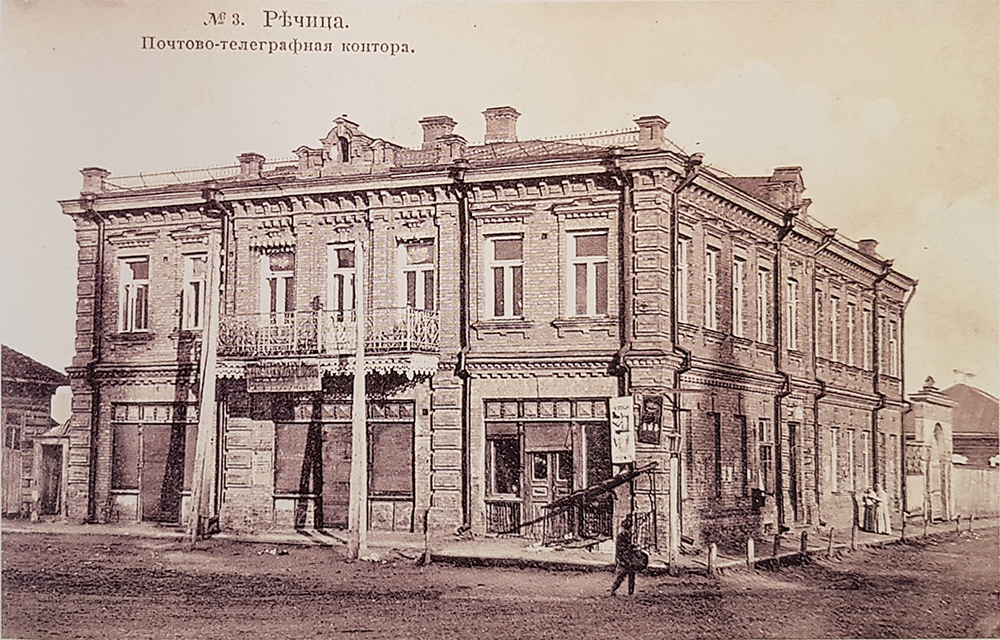
Речица. Почтово-телеграфная контора (1914)

Двухэтажное, Г-образное в плане здание с пластично решёнными фасадами сооружено в конце XIX — начале XX века как частный дом, который городская управа арендовала у владельца Августа Крегера под почтово-телеграфную контору. В пристройке к дому в начале 1912 года был открыт первый в Речице электротеатр «Модерн». В 1919 году здесь размещался Речицкий революционный комитет, возглавляемый Е. П. Мицкевичем. Впоследствии тут находилась детская музыкальная школа.

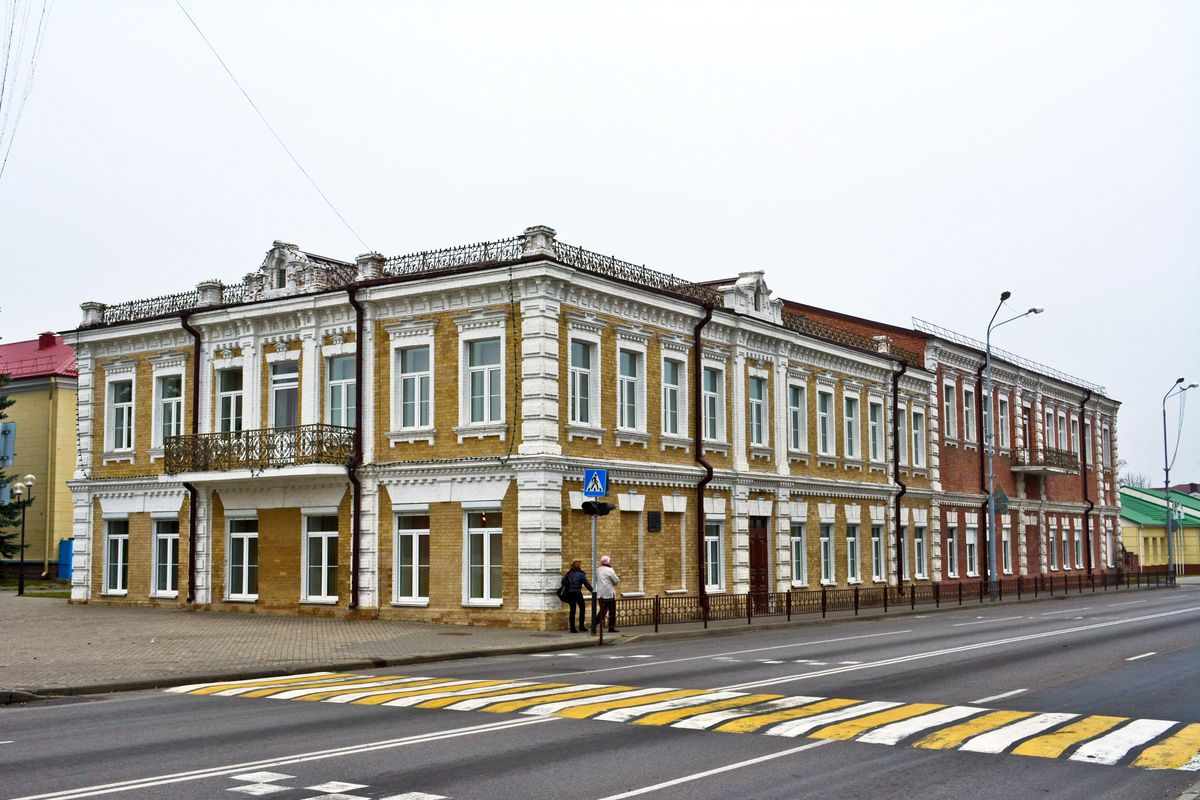
Здание районного центра культуры

Сегодня в этом здании находится районный отдел культуры и эколого-культурный центр.

### Природные объекты
- Аллея клёна серебристого (16.09.2022) ко Дню народного единства, около монумента Е. Полоцкой.

### Архитектурные объекты
- Рядовая застройка XIX — 1-й половины XX вв.
- Свято-Покровская церковь (1970—1980-е гг.).

- Здание (конец XIX — начало XX веков), ул. Набережная, 11 (инв. № 340/С-30018) —  Историко-культурная ценность Республики Беларусь, шифр 313Г000666.
- Здание, ул. Советская, 34 (инв. № 340/С-971) —  Историко-культурная ценность Республики Беларусь, шифр 313Г000667.

- Здание (1939), ул. Советская, 56 —  Историко-культурная ценность Республики Беларусь, шифр 313Г000668.
- Православный храм в честь преподобного Иова Почаевского. Расположен в сквере афганцев по улице Молодёжной.

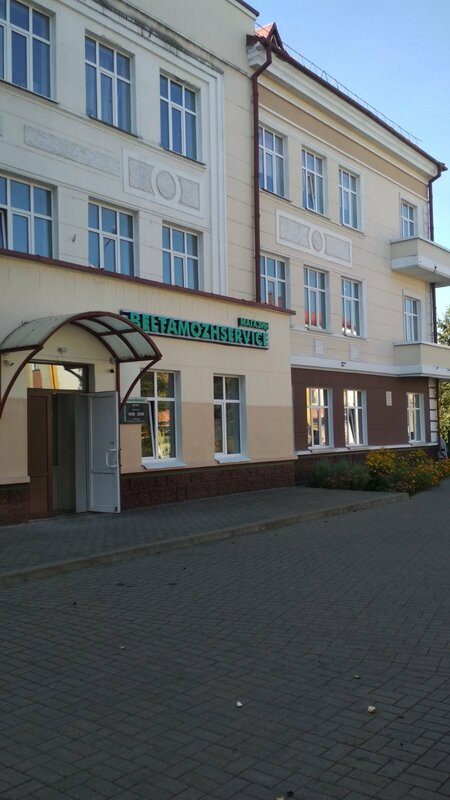
Часть дома 1939 г. по ул. Советская

### Памятник, скульптура
- Памятник В. И. Ленину

- Памятник-самолёт МиГ-15УТИ

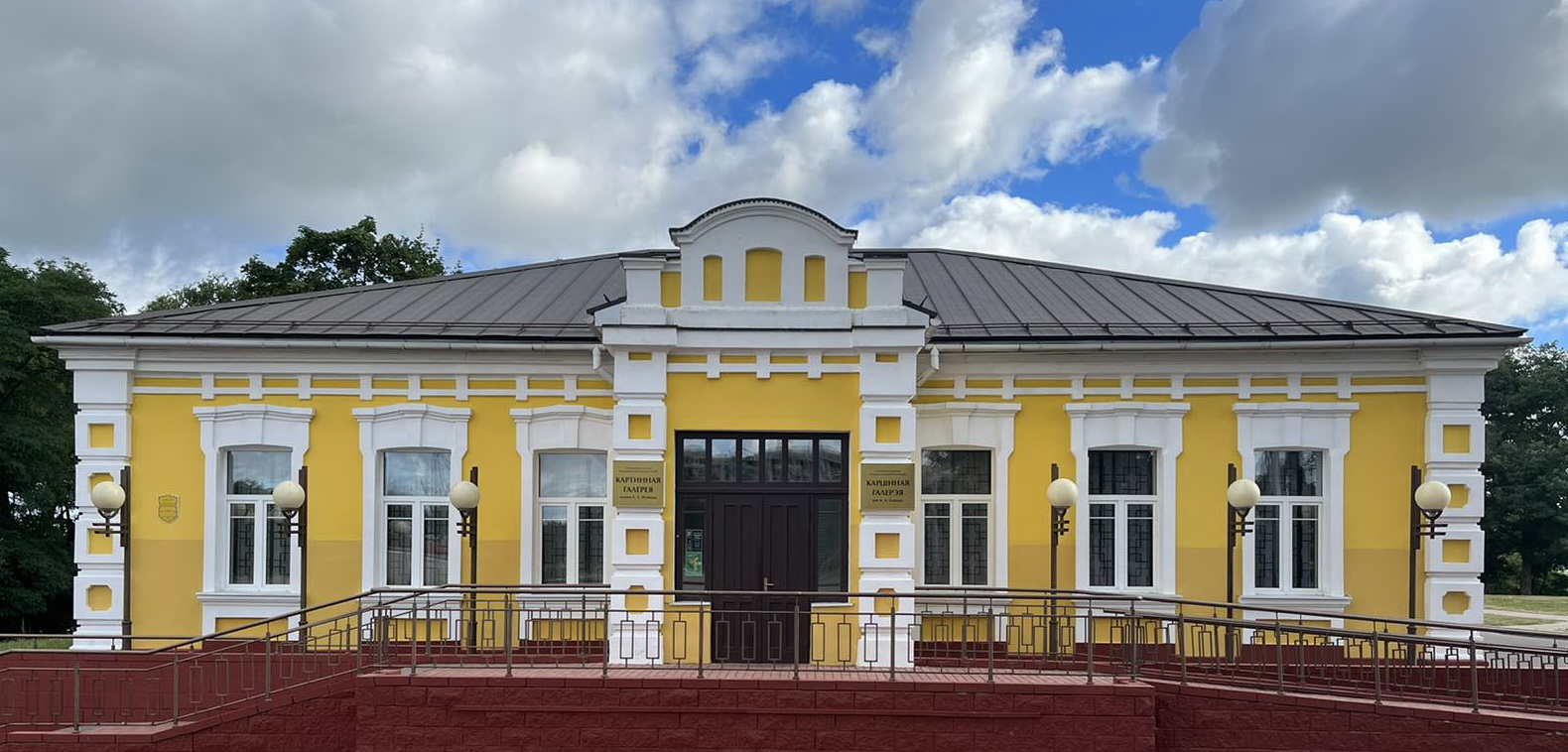
Картинная галерея имени А. Исачёва Речицкого краеведческого музея.

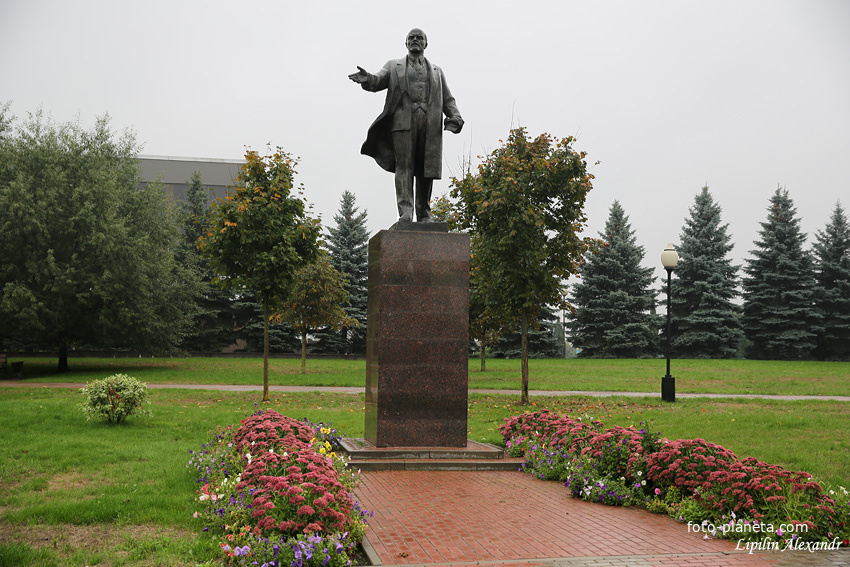
Памятник В. И. Ленину.

- Камень на аллеe Народного единства (16.09.2022).
- Памятный знак Военно-морскому флоту. Композиция установлена на берегу Днепра. Посвящена памяти речицких моряков всех времён.
- Памятный знак "Землякам-пограничникам" в честь всех воинов-пограничников родом из Речицкого района (2024).
- Памятный знак митрополиту Филарету (2024)[100]. Расположен рядом со Свято-Успенским собором.
- Мемориал в честь военных авиаторов (2025). Летательный аппарат перевезен из витебского аэроклуба в Речицу. Установлен в парке Победы в Речице. Самолёт Ан-2 является памятником в честь героического подвига легендарного речичанина Степана Семеновича Гошко, который в 1941 году совершил воздушный таран самолёта противника.
- Мемориал в честь работников местного опытного лесхоза — участников Великой Отечественной войны (08.05.2025). Расположен около здания лесохозяйственного учреждения.

### Мемориалы
- Братские кладбища (1943—1944), ул. Советская, в сквере —  Историко-культурная ценность Республики Беларусь, шифр 313Д000671
- Братская могила (1941—1944), ул. Луначарского —  Историко-культурная ценность Республики Беларусь, шифр 313Д000664
- Братская могила (1941—1944), ул. Сыдзько —  Историко-культурная ценность Республики Беларусь, шифр 313Д000665
- Братская могила (1919), ул. Советская —  Историко-культурная ценность Республики Беларусь, шифр 313Д000669
- Братская могила (1941—1944), ул. Советская, в парке —  Историко-культурная ценность Республики Беларусь, шифр 313Д000670

## Культура и досуг

### Учреждения культуры
- УК «Речицкий краеведческий музей»
- Детские школы искусств
- ГУК «Речицкий эколого-культурный центр»
- ГУК «Речицкий центр ремёсел»
- ГУК «Речицкая районная сеть библиотек»
- ГУК «Речицкий районный центр культуры и народного творчества»

#### Дворцы культуры
- ГУК «Речицкий городской Дворец культуры»Речица. 2006 год.

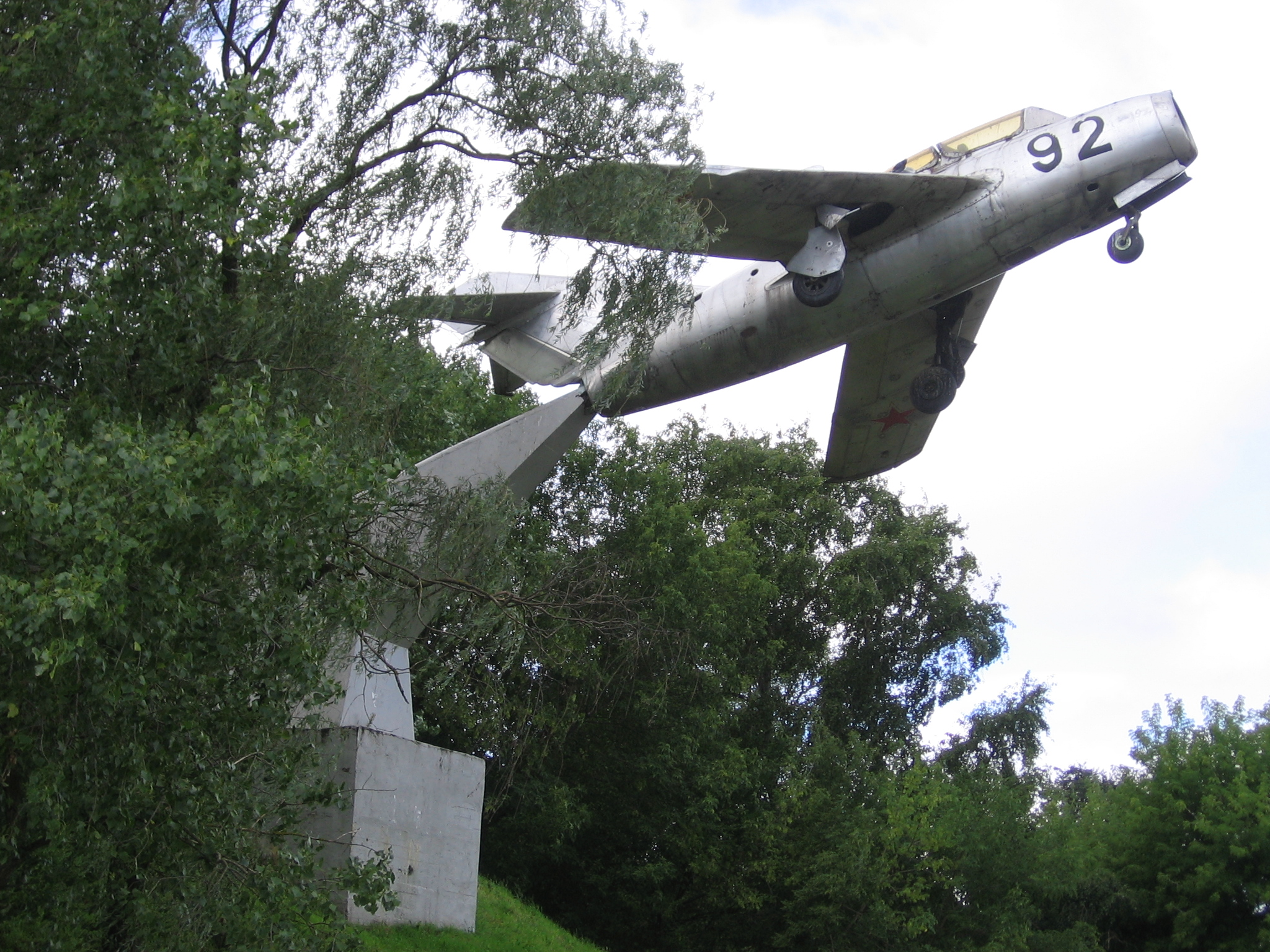
Речица. 2006 год.

- Дворец культуры — ГПО «Белоруснефть»

### Музеи
- Учреждение культуры «Речицкий краеведческий музей»[101] — находится в живописном месте в центре города, неподалёку от исторического городища и памятников архитектуры конца XIX — начала XX века. История Речицкого краеведческого музея насчитывает более полувека. Все эти годы он проводит научно-исследовательские работы и активно участвует в общегородских культурно-просветительных мероприятиях. В его фондах хранится около 40 тысяч экспонатов-памятников истории и культуры. 1 сентября 2006 года для посетителей открыты отделы «Этнография», состоящий из трёх залов: «Народные промыслы и ремёсла», «Хата белорусского крестьянина», «Ткачество» и отдел «Речица на рубеже XIX—XX веков», открыт зал, посвящённый Великой Отечественной войне.
  - Картинная галерея имени Александра Исачёва[102].
- Музей «Гвоздь» ОАО «Речицкий метизный завод»[103] (открыт 12 мая 2012 года к 100-летнему юбилею предприятия).
- Музей ВДВ и спецназа имени генерала армии В. Ф. Маргелова (открыт в 2013 году).
- Музей ГУО «Речицкая районная гимназия имени В. Ф. Маргелова».
- Музей ГУО «Средняя школа № 6 г. Речицы имени С. В. Сыча».
- Музей ГПО «Белоруснефть» во Дворце культуры и техники «Нефтяник».
- Музей боевой и трудовой славы Речицкого аграрного колледжа[104].

### Кинотеатры
- В центре города находится Кинотеатр «Беларусь», основанный 1 января 1961 года. Зрительный зал рассчитан на 227 мест.
- На окраине города в ТЦ «Global Market» имеется кинотеатр «Skyline Cinema».

### Парки и дома отдыха
- Парк культуры и отдыха «Победа»
- «Детский парк» расположен на месте древнего городища.
- Фонтан-замок
- Свето-музыкальный фонтан

### События и мероприятия
- В 2007 году прошёл республиканский фестиваль «Дажынкi».
- 20-21 мая 2022 года прошёл культурно-спортивный фестиваль «Вытокі. Крок да Алiмпу».
- 2 сентября 2023 года Речица отметила 810-летие.

## Галерея

Панорама Набережной
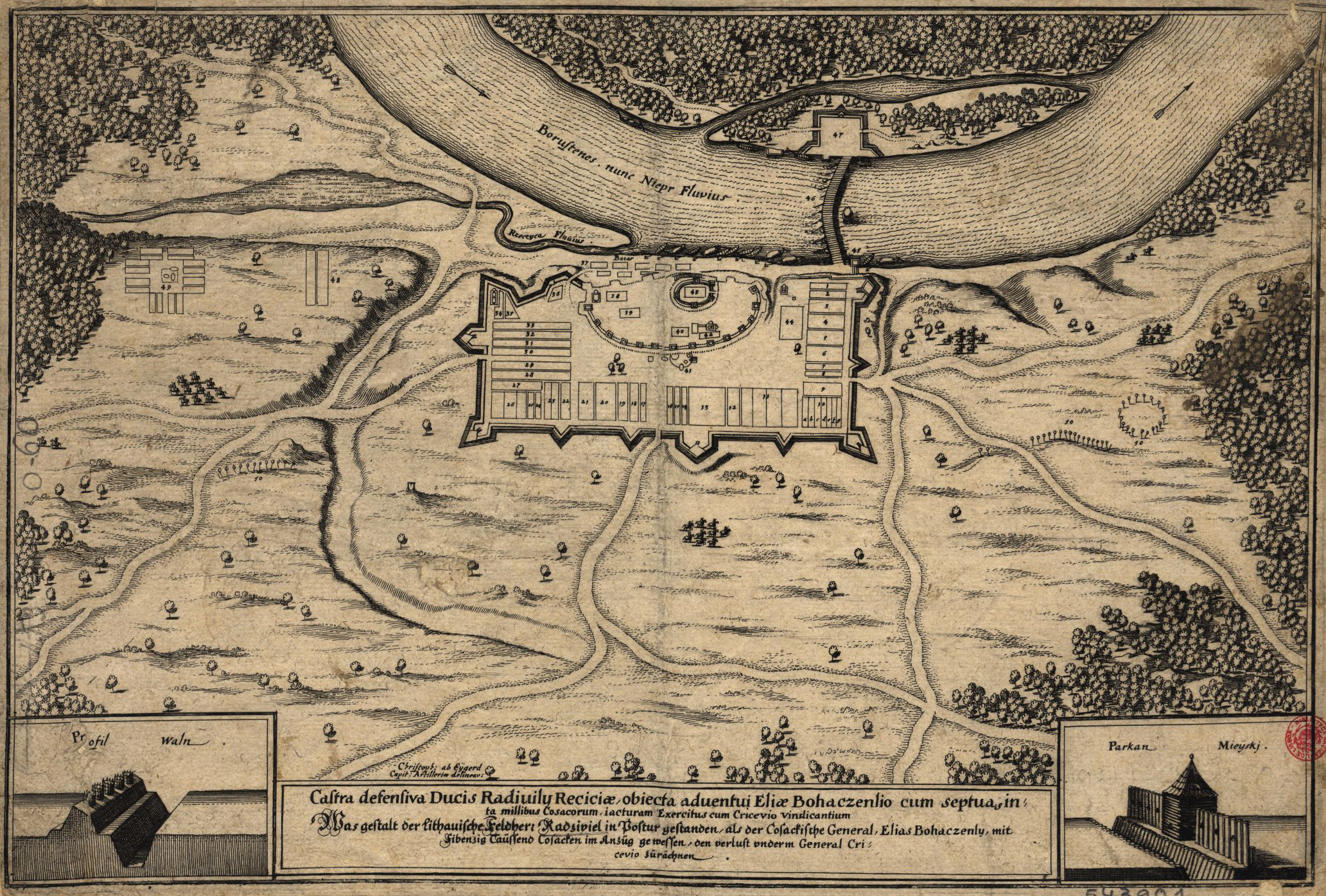
Гравюра по рисунку К. Эйгерда (1648)
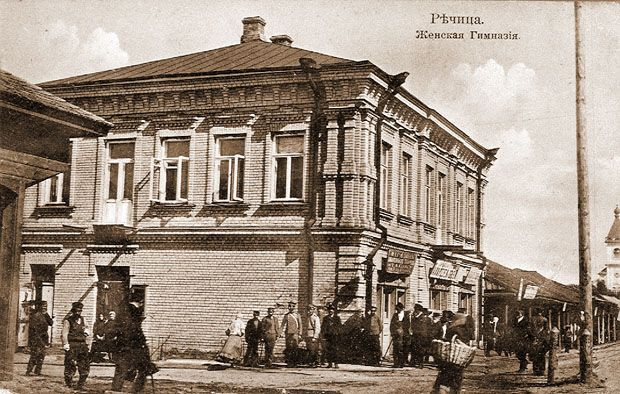
Женская гимназия (1914)
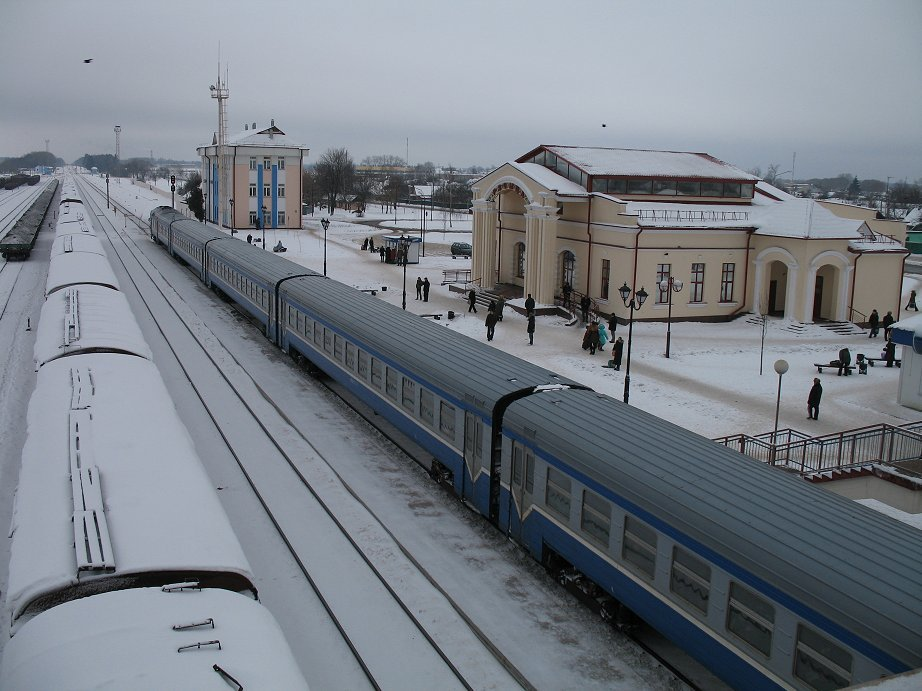
Железнодорожный вокзал
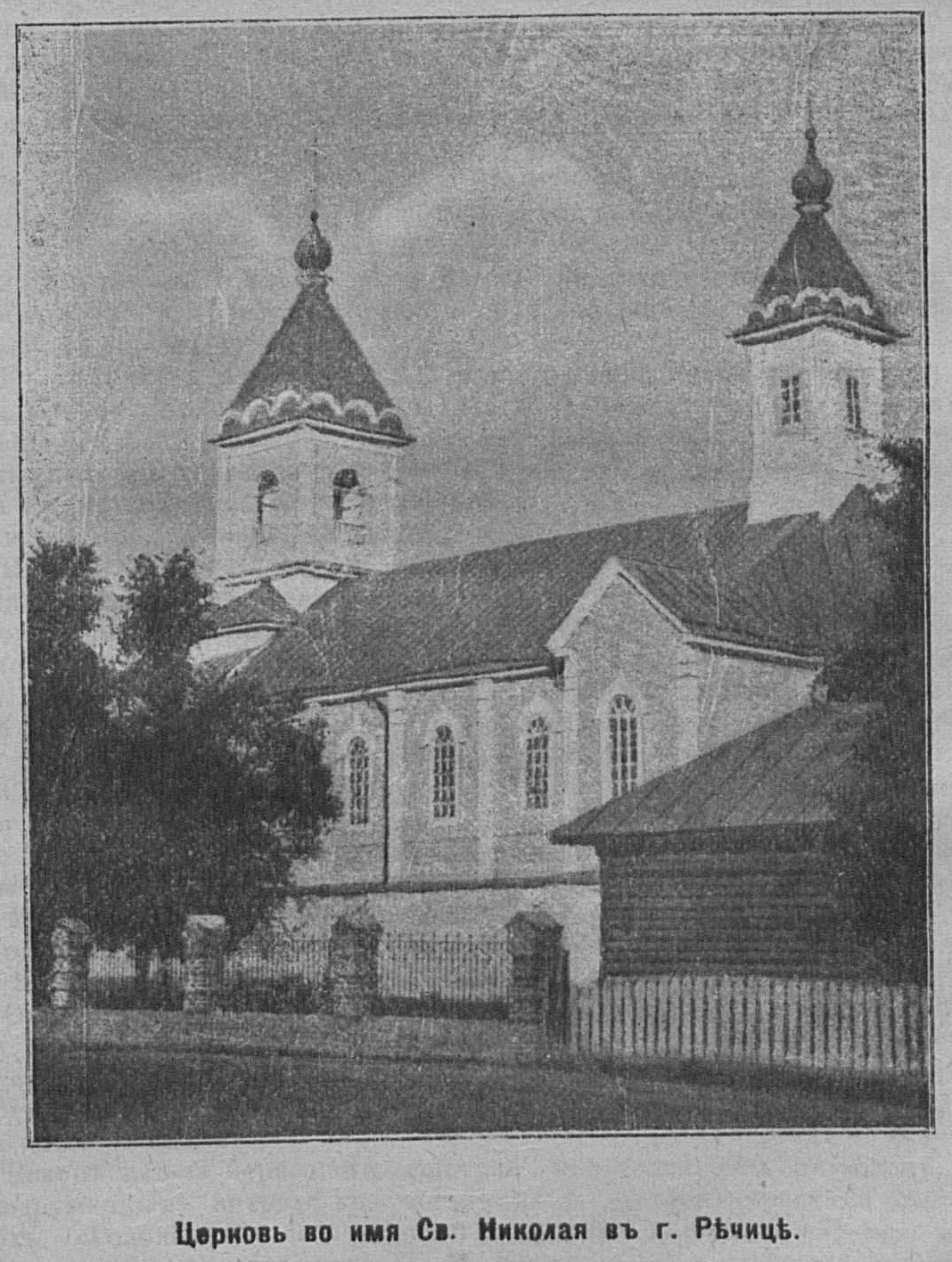
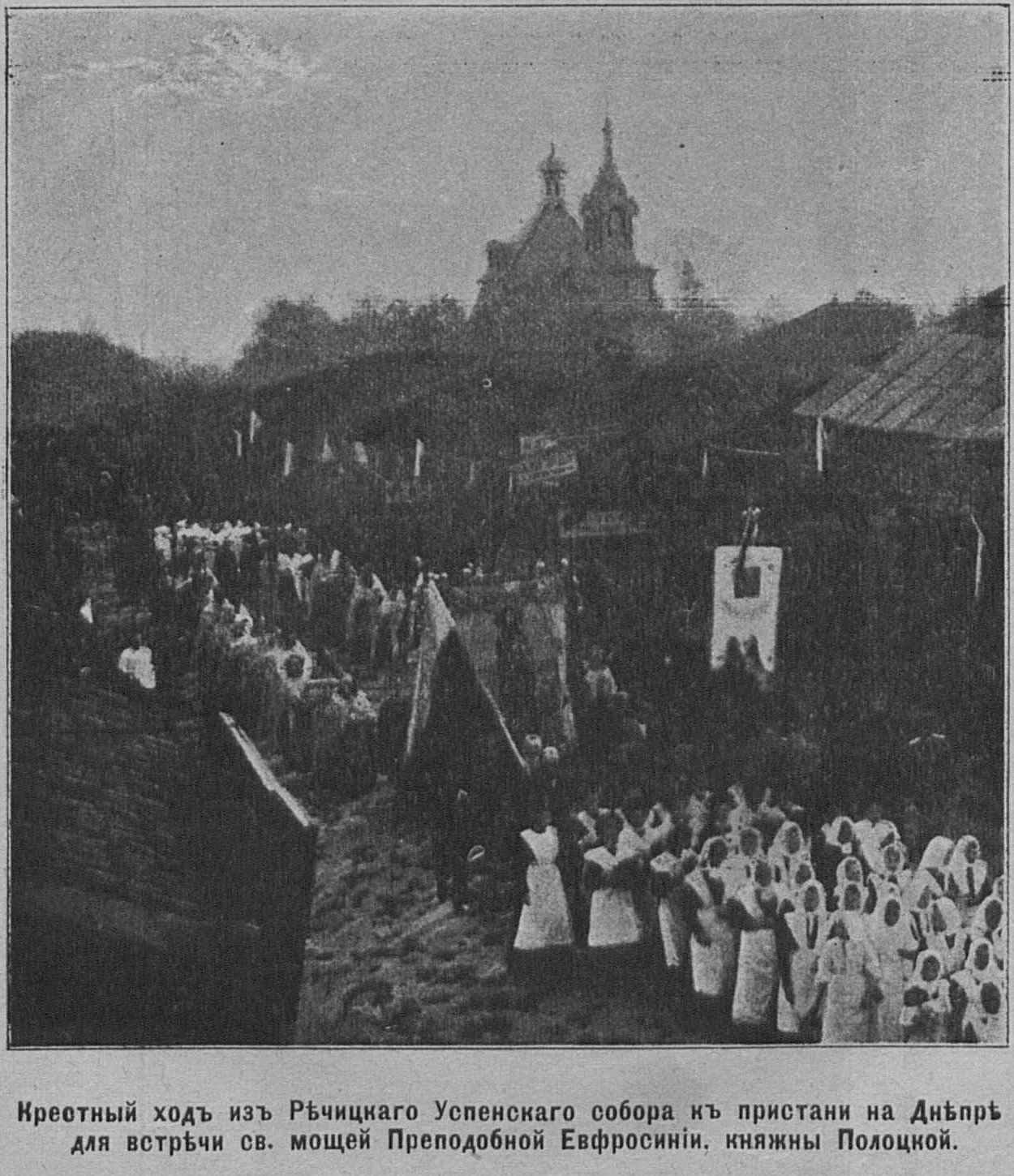
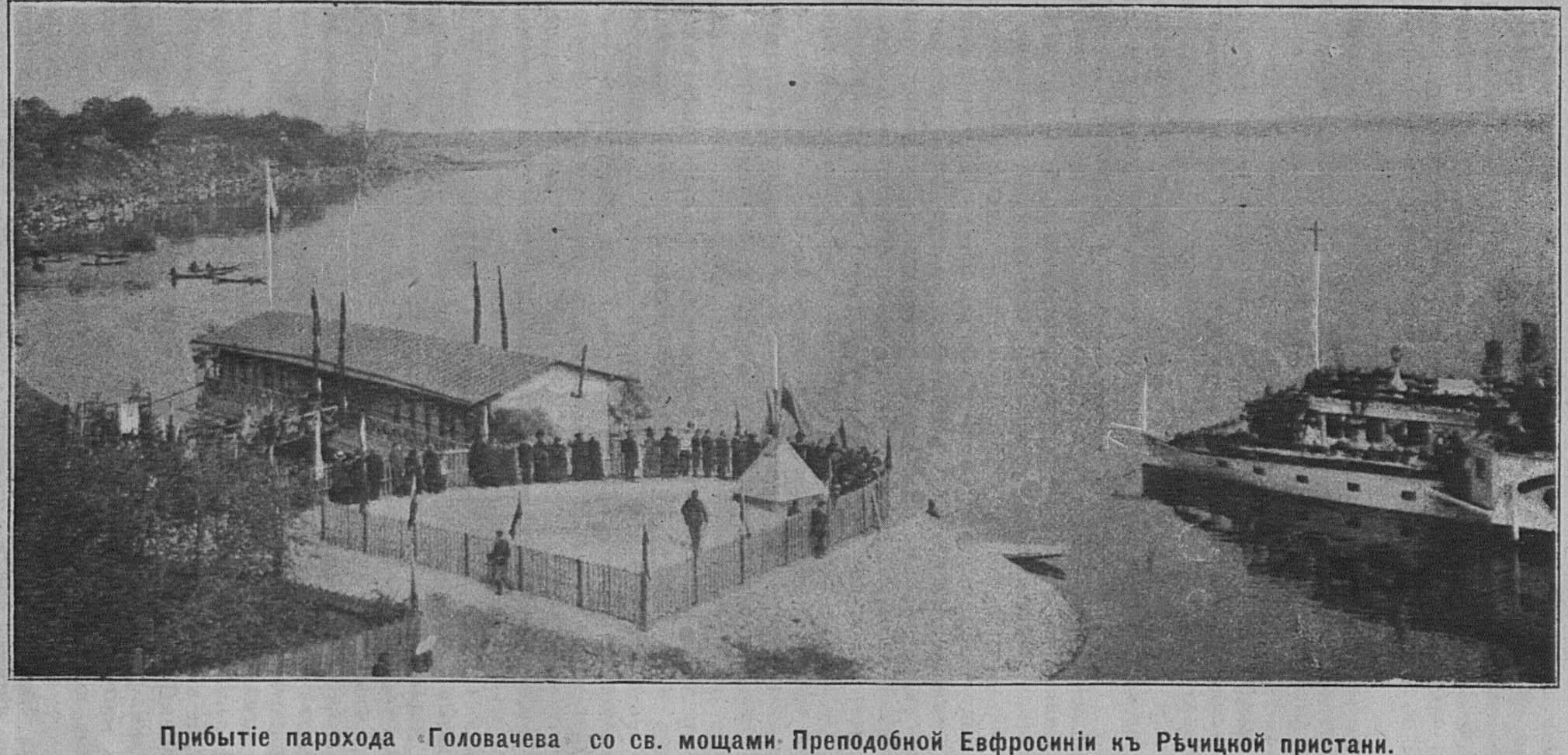
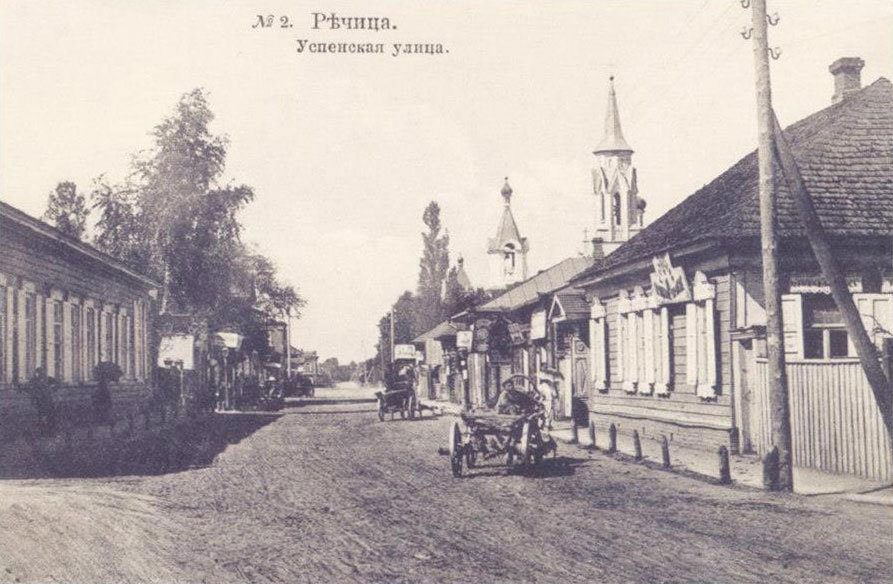
ул. Пробойная
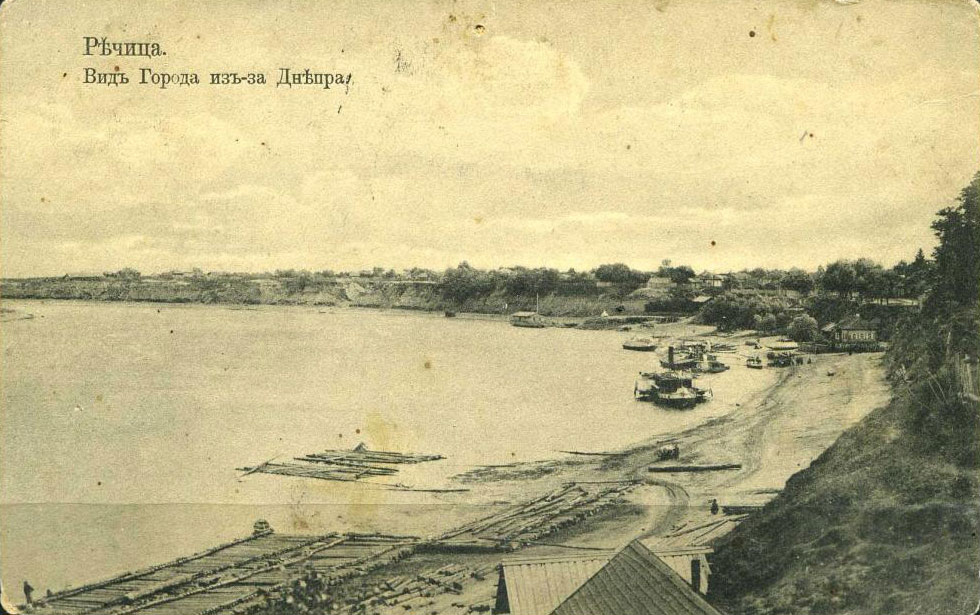
Вид на Днепр
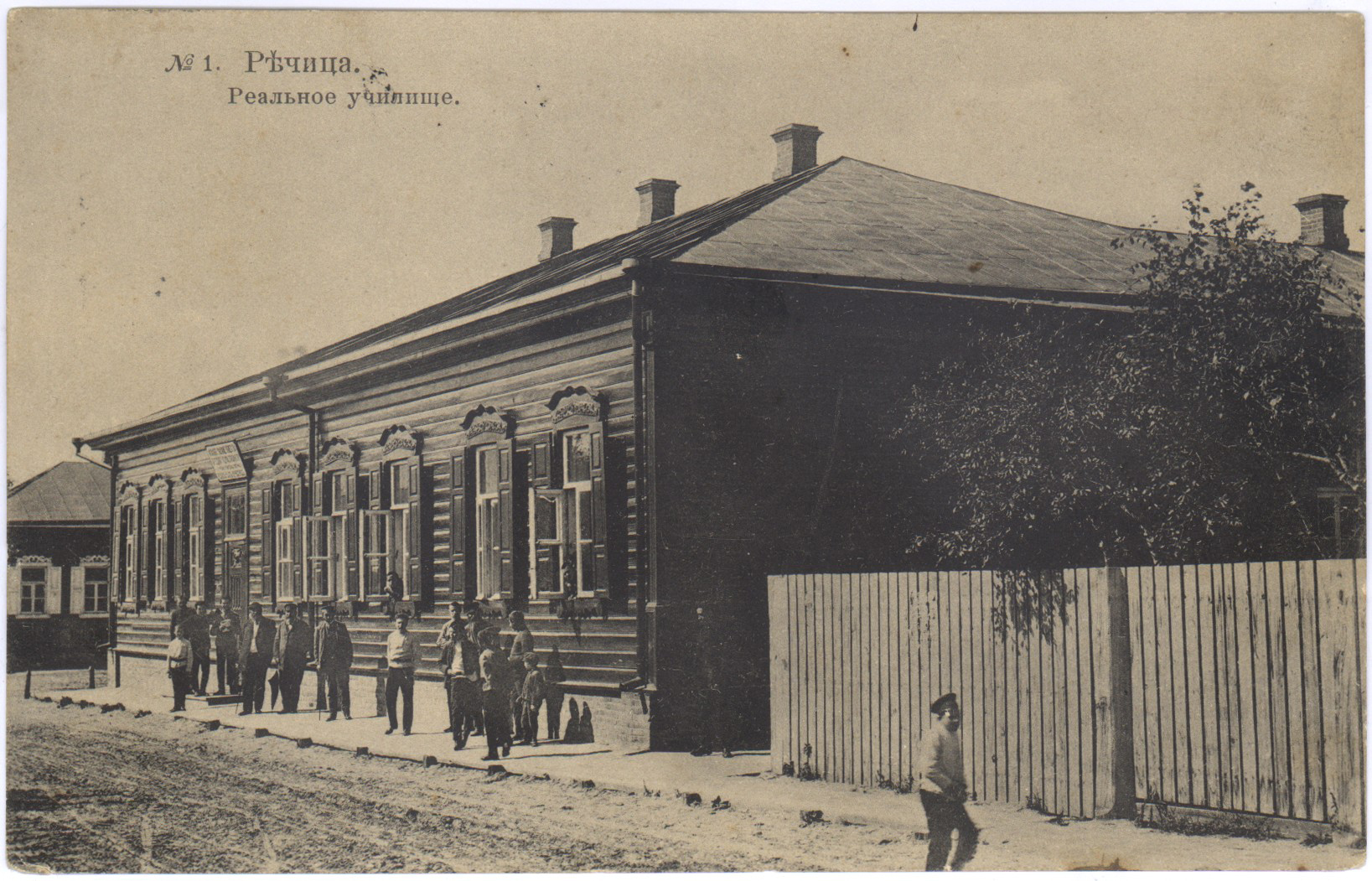
Реальное училище (ул.Андреевская)
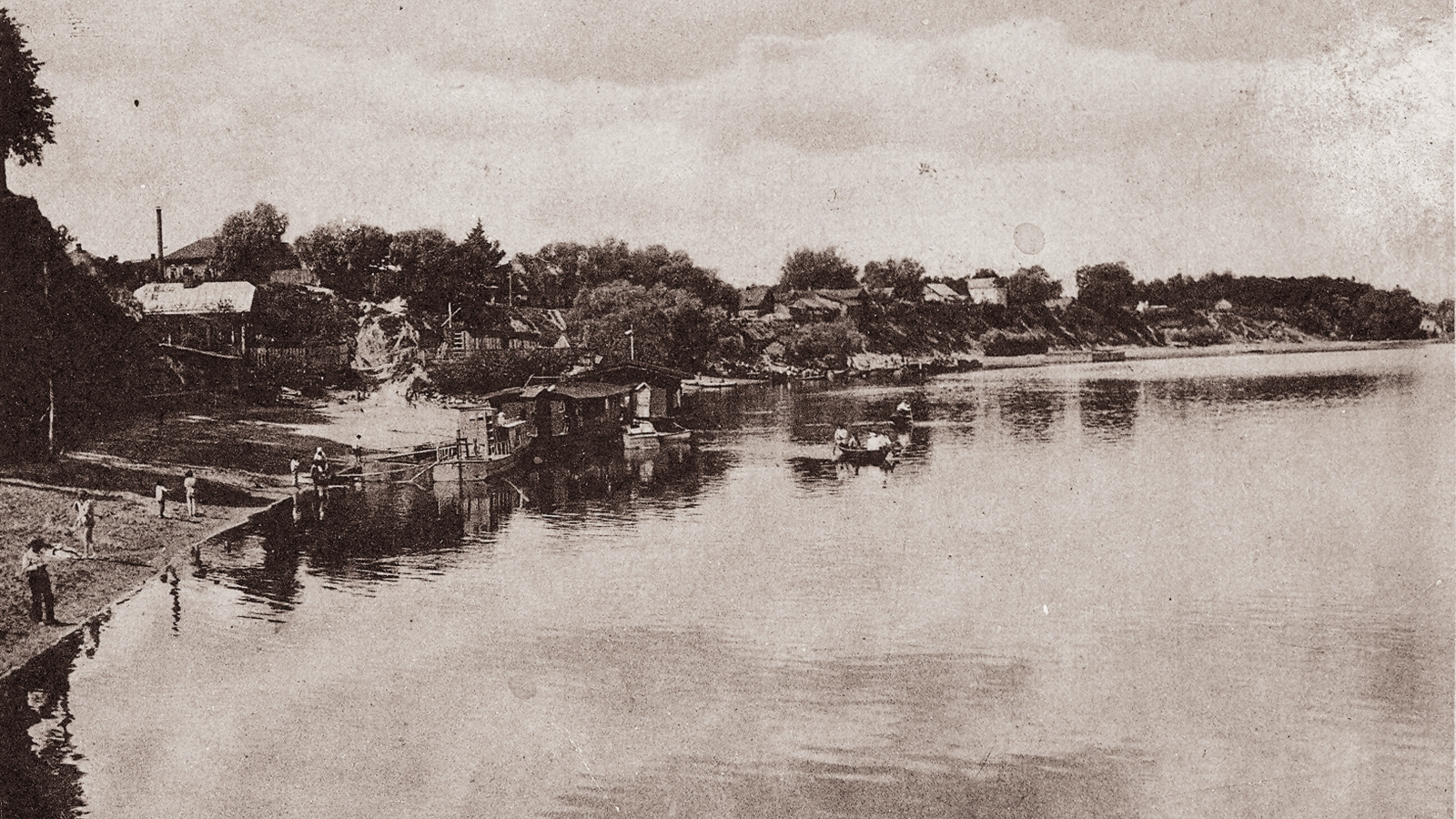
Набережная Днепра
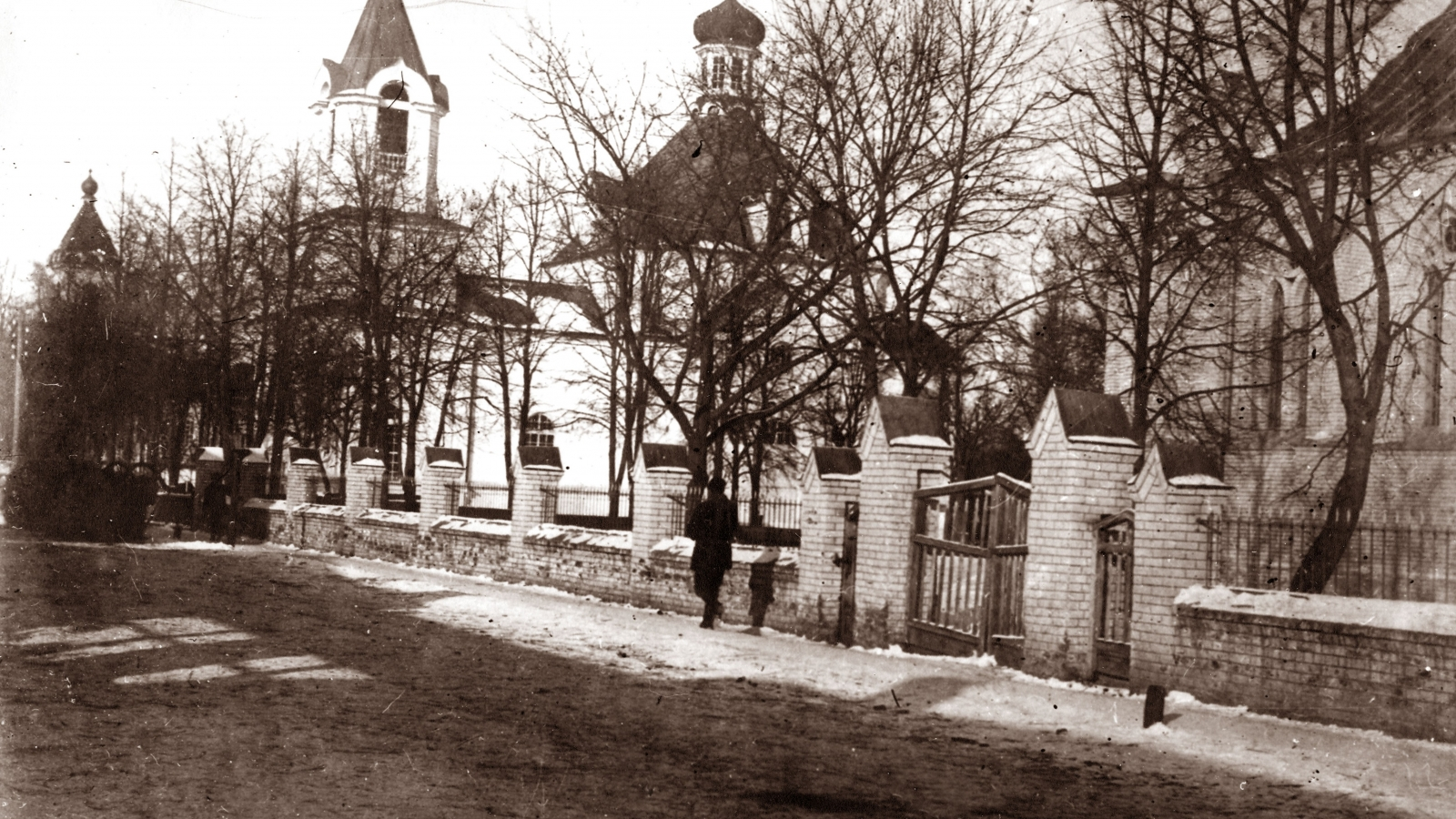
ул. Пробойная
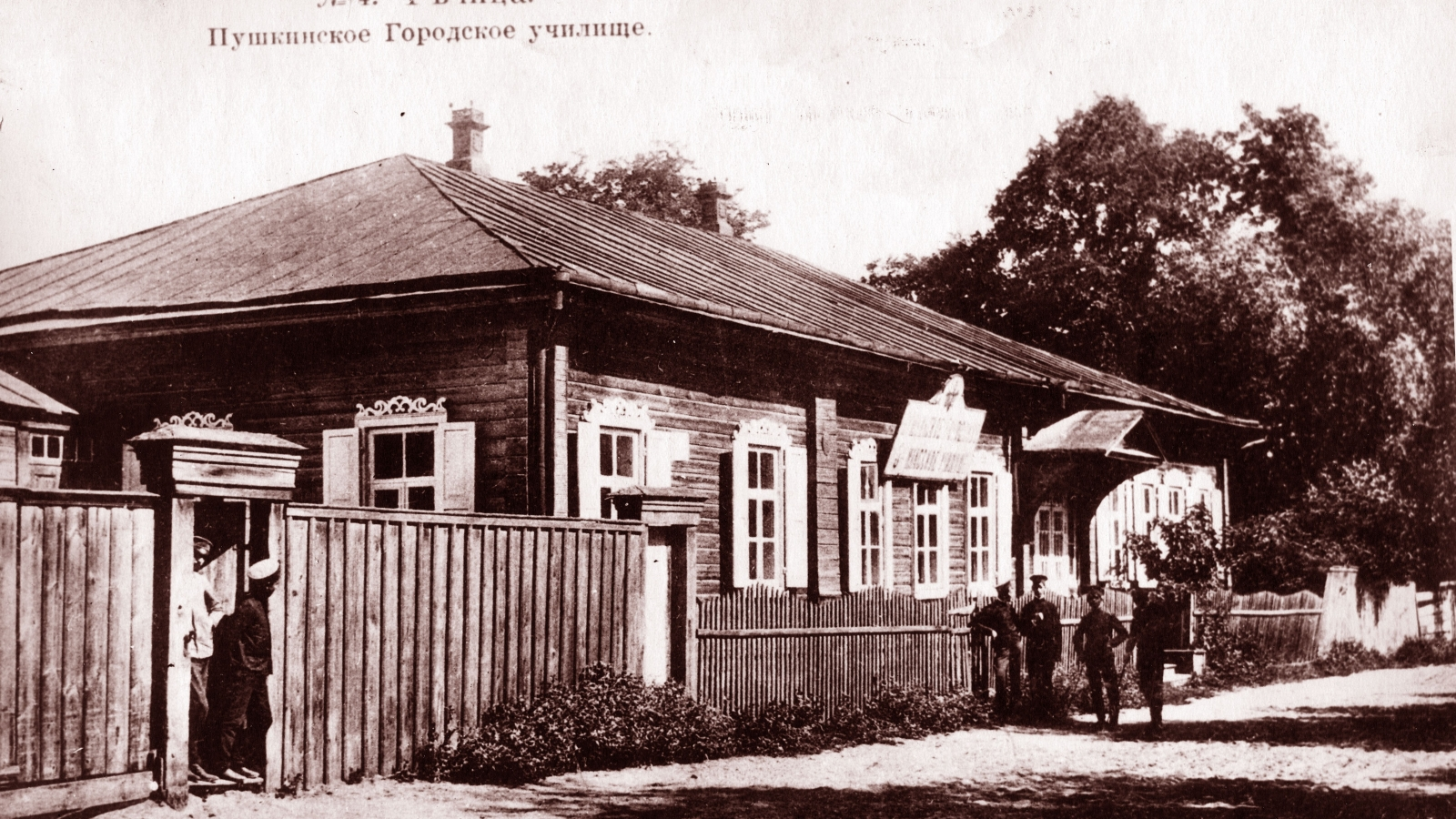
Городское училище

## СМИ
- Издаётся газета «Дняпровец»[105]. Расположена типография «Титул».
- В сфере телевидения работает местная телерадиокомпания «Телевид»[106].

## Известные уроженцы
- Ефим Захарович Копелян (1912—1975) — советский актёр театра и кино, народный артист СССР (1973), лауреат Государственной премии РСФСР имени братьев Васильевых (1976 — посмертно), один из ведущих актёров Ленинградского Большого драматического театра имени М. Горького.
- Довнар-Запольский Митрофан Викторович (1867—1934) — историк, этнограф, фольклорист, экономист, основоположник белорусской национальной историографии. Доктор истории (1905), профессор (1902).
- Кириенко Василий Васильевич — белорусский профессиональный шоссейный велогонщик, выступающий за команду Sky Procycling. Чемпион мира в гонке с раздельным стартом (2015). Заслуженный мастер спорта Республики Беларусь (2011).

## Почётные граждане
Ниже представлен список обладателей званий «Почётный гражданин города Речица»:
- Батов, Павел Иванович (1897—1985) — советский военный деятель, дважды Герой Советского Союза
- Безмен, Пётр Ефимович (1920—1986) — участник Великой Отечественной войны
- Зайцев, Николай Васильевич (род. 1932) — гендиректор предприятия «Речицадрев», председатель городского Совета депутатов
- Каганович, Михаил Иосифович (1909—2003) — участник Великой Отечественной войны
- Калинин, Георгий Сергеевич (1917—2003) — участник Великой Отечественной войны
- Костенко, Александр Степанович (1893—1989) — государственный деятель, участник Великой Отечественной войны
- Митрахович, Михаил Федосович (1930—2019) — врач-хирург
- Родзанов, Николай Петрович (1922—2003) — участник Великой Отечественной войны
- Савкова, Анна Алексеевна (1917—?) — участница Великой Отечественной войны
- Стукач, Надежда Афанасьевна (1922—2004) — участница Великой Отечественной войны
- Хлусс, Порфирий Матвеевич (1900—1983) — Заслуженный врач БССР
- Цыцура, Сергей Михайлович (род. 1923) — участник Великой Отечественной войны
- Чечеленко, Григорий Тихонович (род. 1921) — участник Великой Отечественной войны

## Международное сотрудничество
Города-побратимы Речицы:
- Окница и Окницкий район
- Бэлць
- Чадыр-Лунга
- Сатка и Саткинский район
- Льгов и Льговский район
- Сургут
- Белек
- Прилуки
- Миргород
- Писек

- Полтава
- Польша, Конин